# 啟晴邨

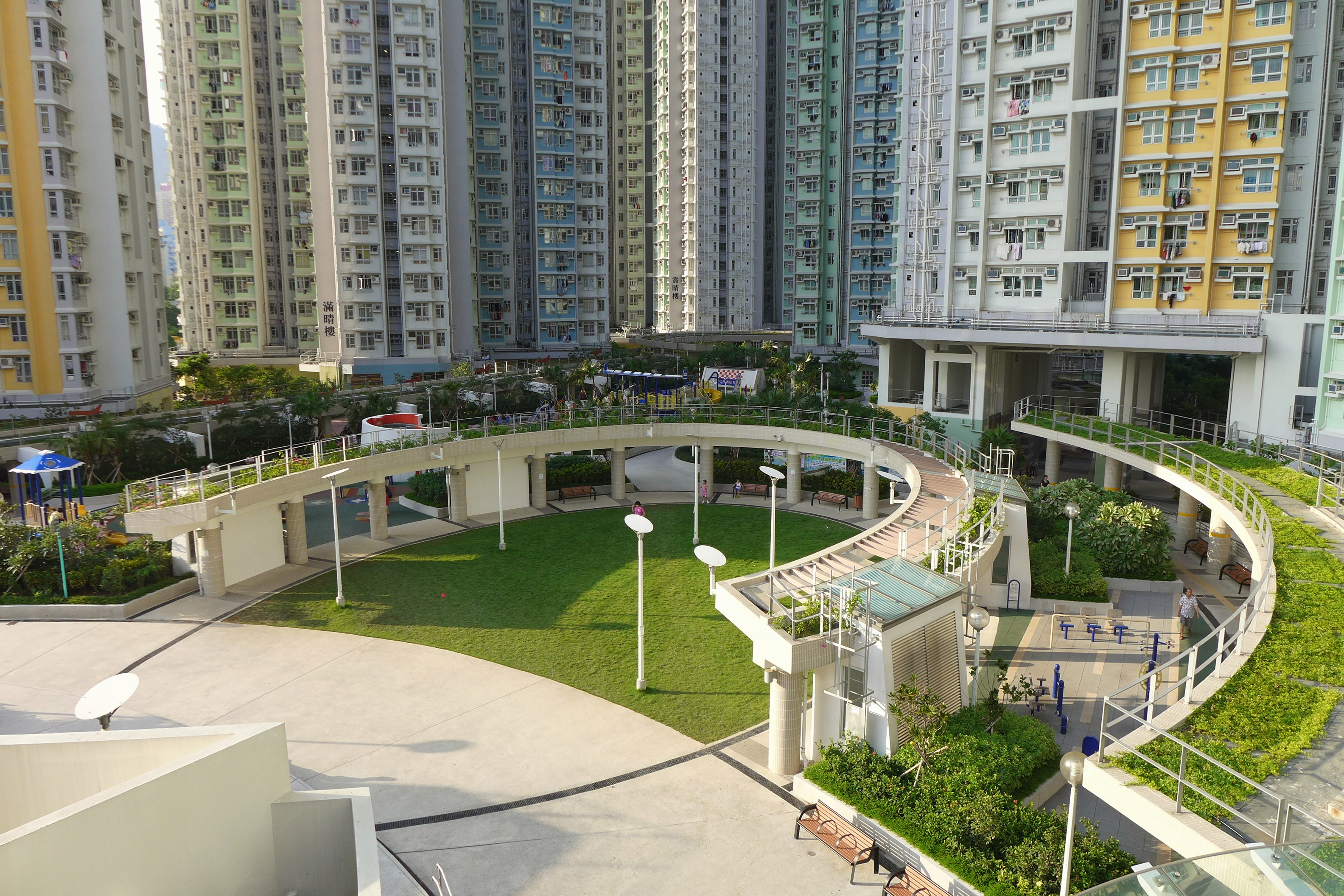
啟晴邨庭園空間

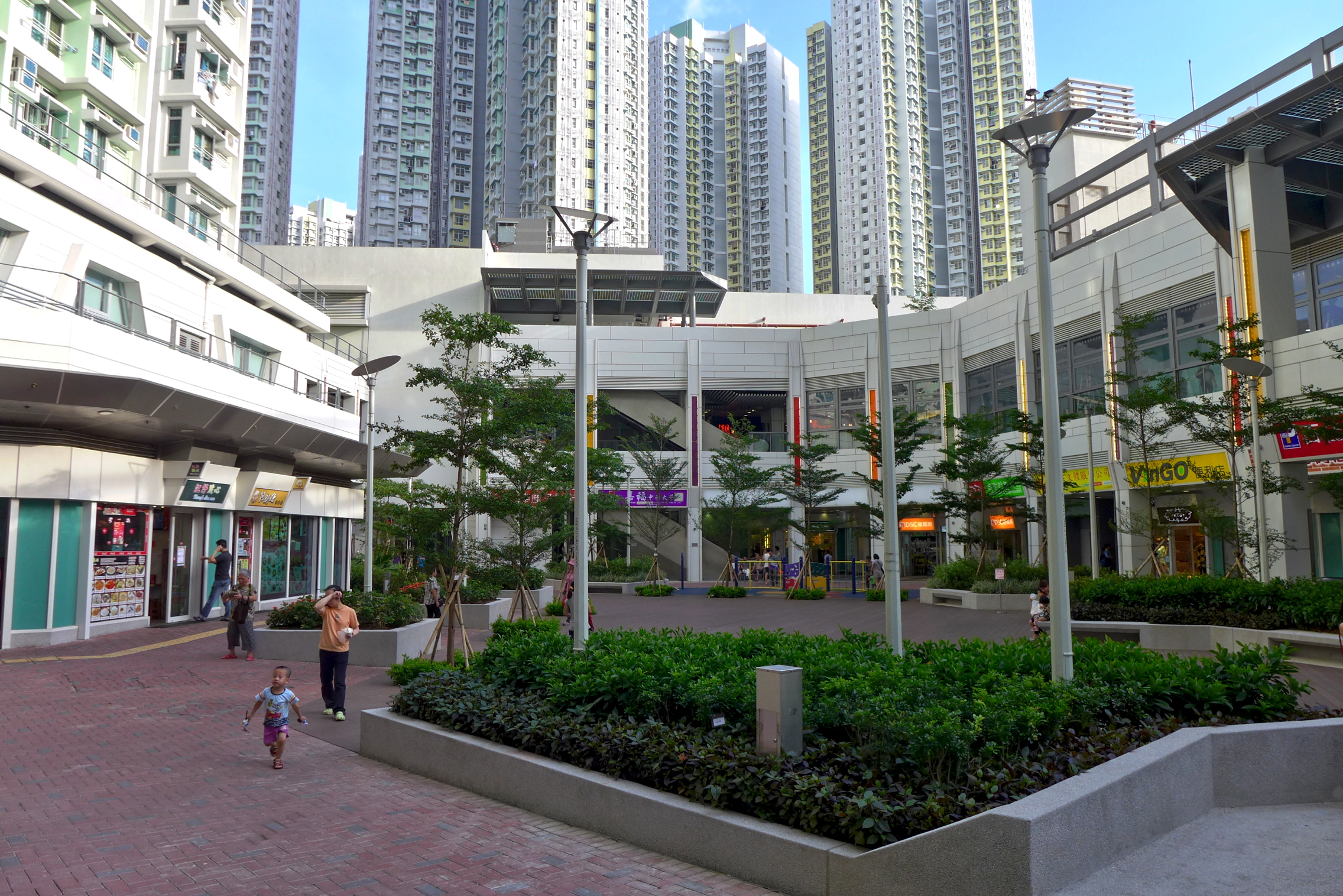
晴朗商場庭園空間

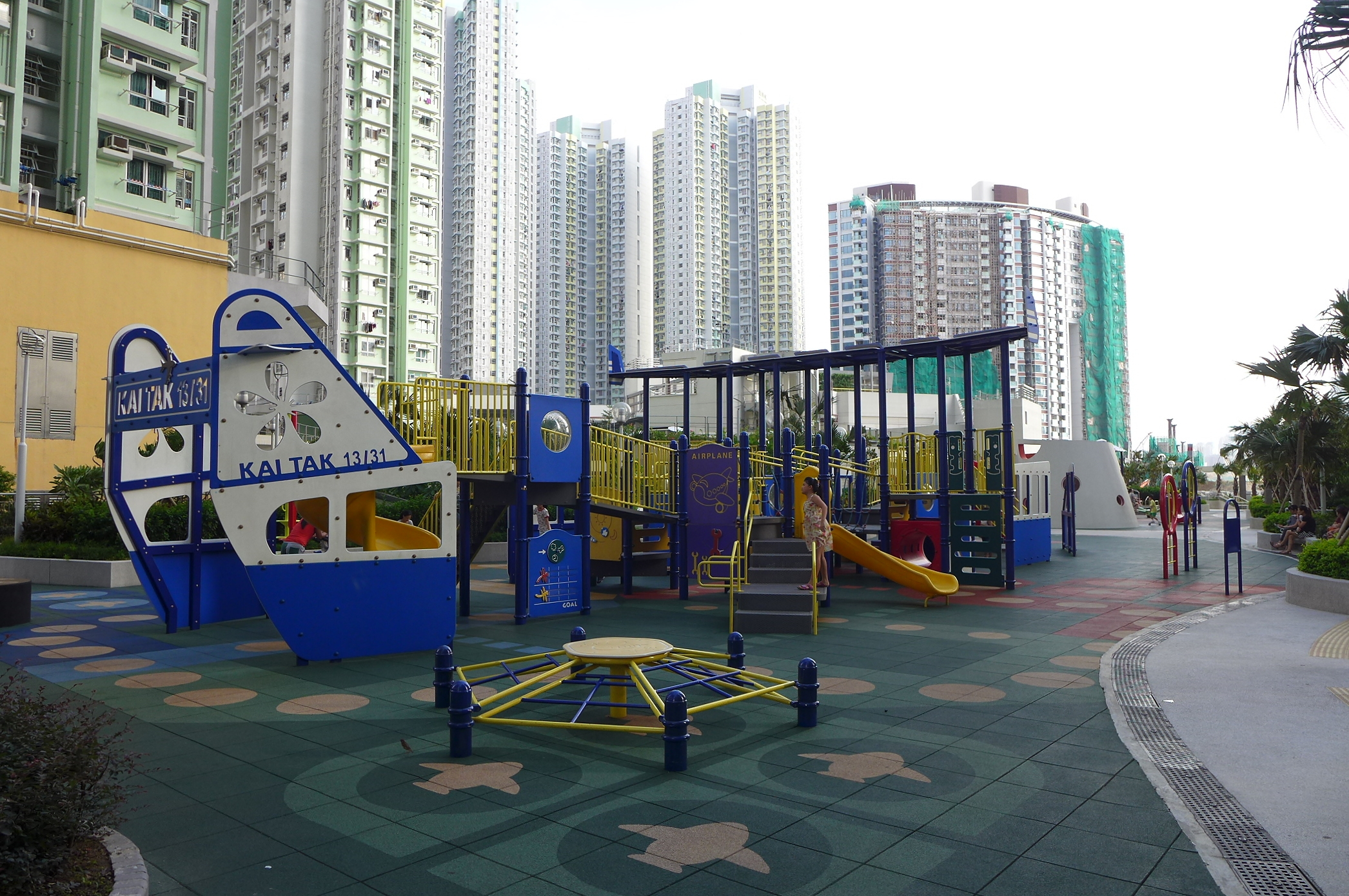
邨內的兒童遊樂場以機場為主題

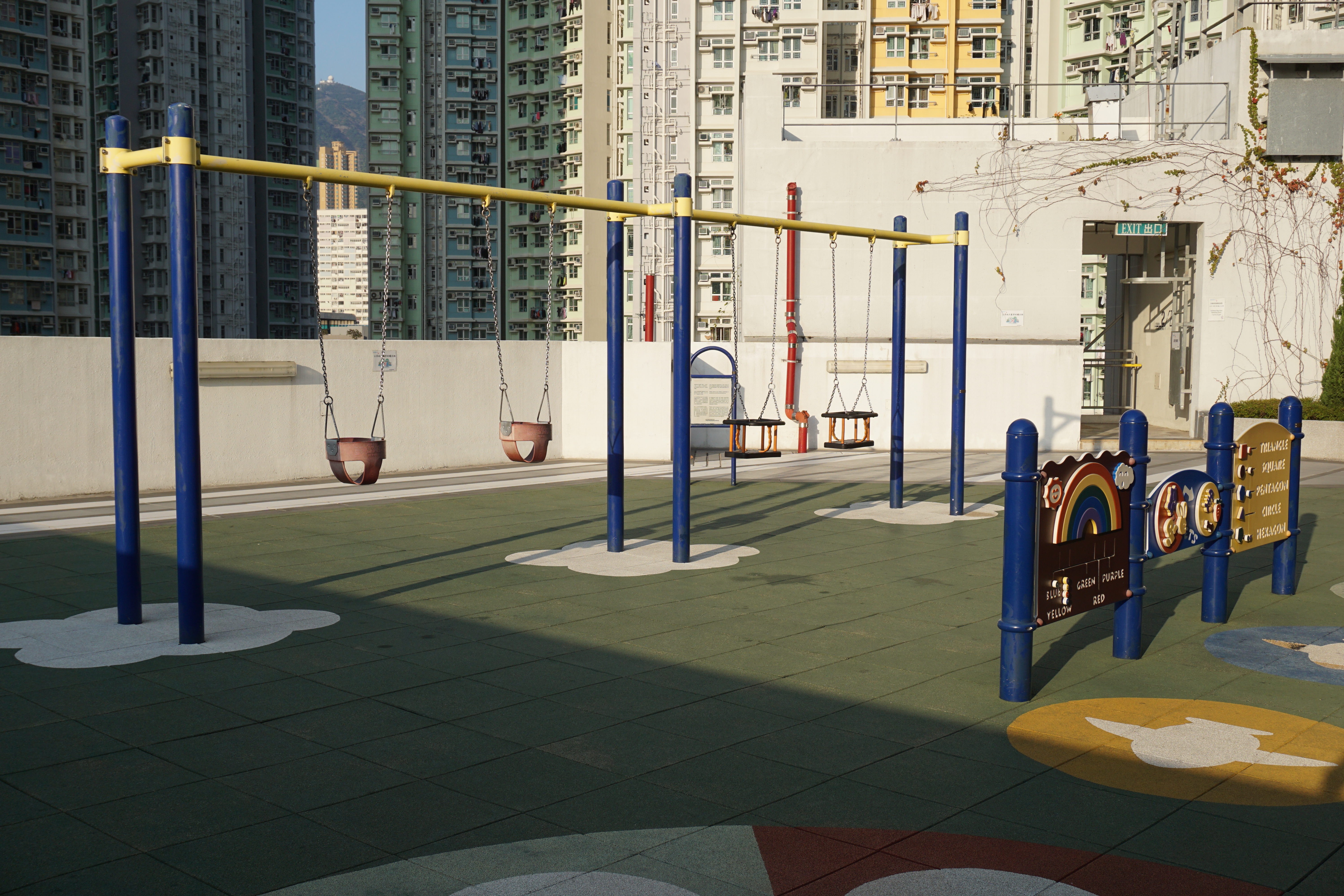
韆鞦遊樂設施

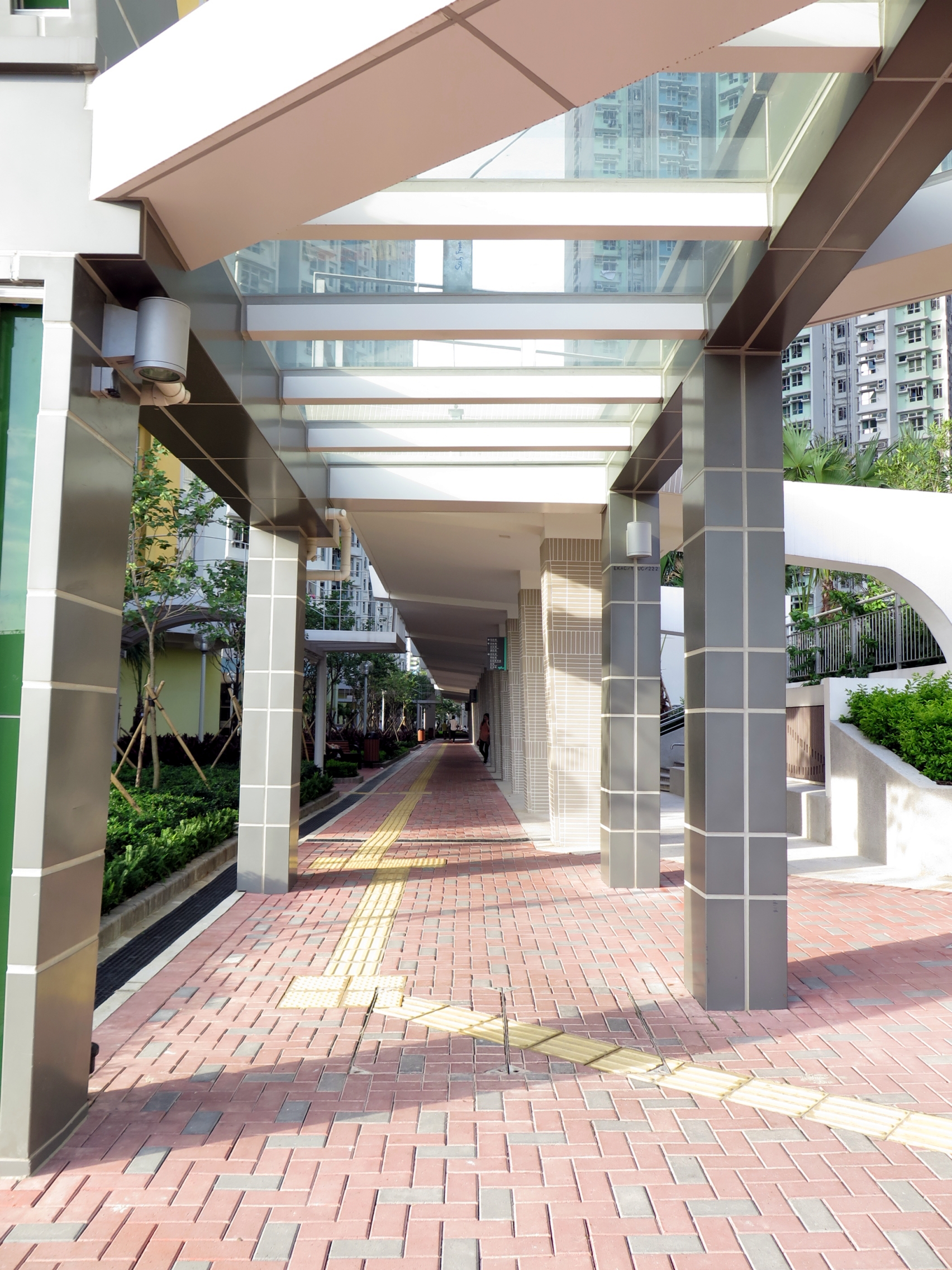
邨內的有蓋行人通道採用兩種不同設計

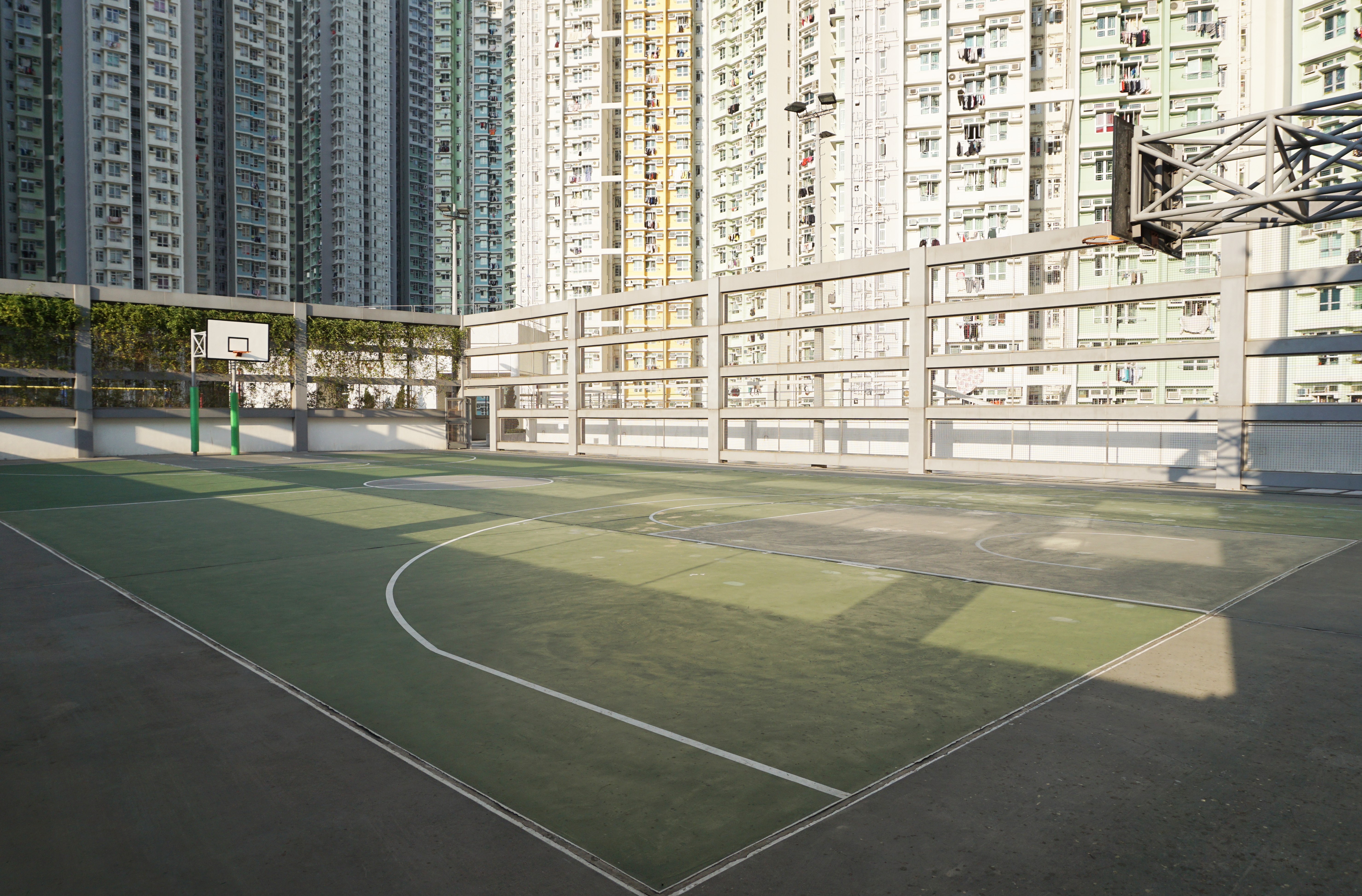
籃球場

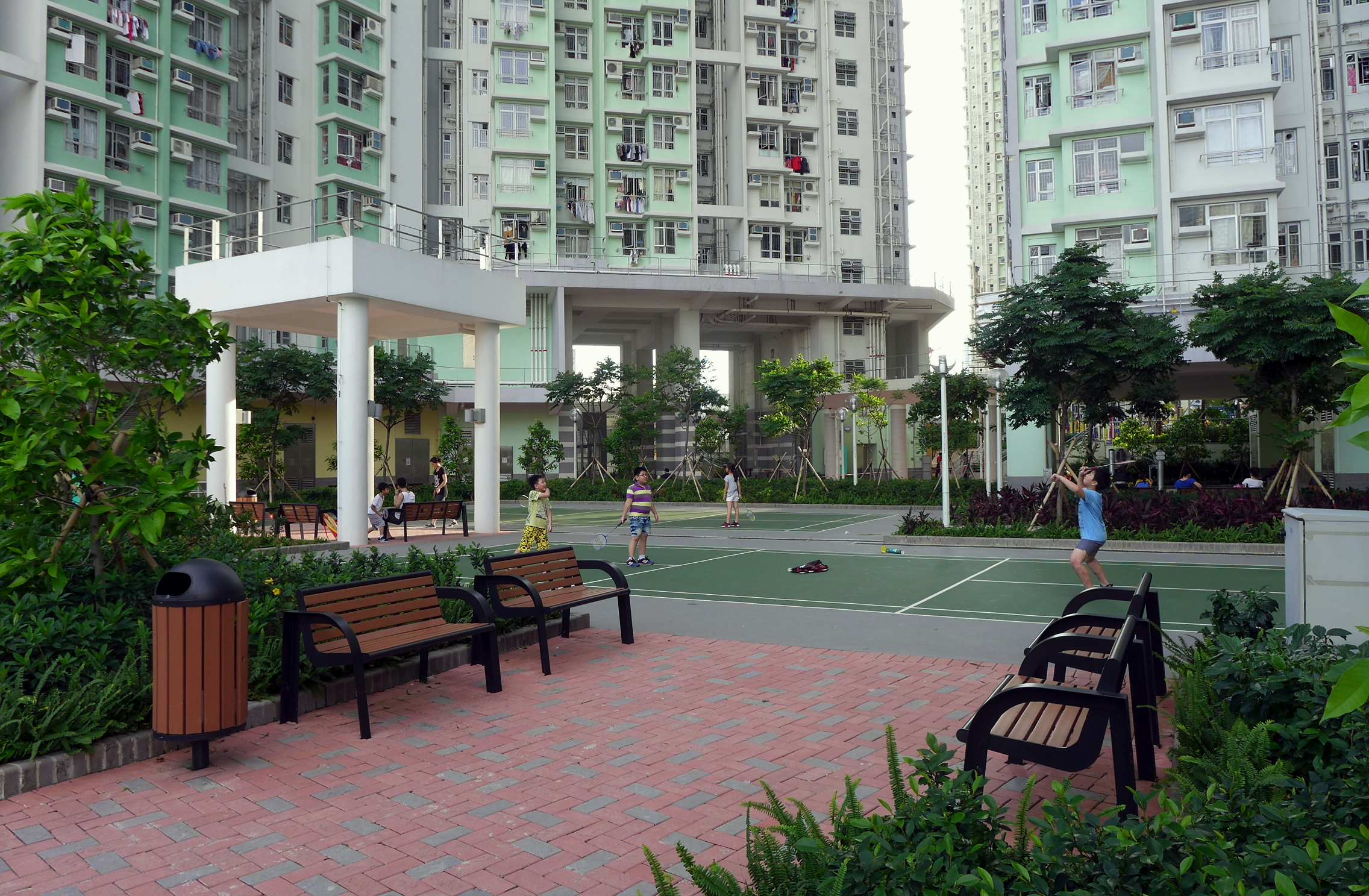
羽毛球場

啟晴邨（英語：Kai Ching Estate）是香港房屋委員會轄下的一座公共屋邨，項目編號為KC01，位於九龍九龍城啟德沐虹街12號，位於啟德發展區1A區（前身為啟德機場內皇家香港輔助空軍基地及少部分香港飛機工程廠房，更前身為九龍十三鄉之一的沙地園鄉）。

## 概要
啟晴邨佔地3.47公頃，由1幢35層、1幢39層及4幢40層高的住宅大廈組成、包括3幢Y形及3幢十字形大廈，每層建有20至24個單位，合共提供5,204個單位。整個啟晴邨造價為17億4726.2萬港元。
住宅部份由房屋署總建築師（2）及總建築師嚴汝洲共同負責設計、而商場部份則由李景勳、雷煥庭建築師事務所負責設計，由中國建築負責承建，並由卓安物業顧問有限公司負責物業管理，於2010年7月28日動工，住宅部份於2013年4月9日獲發入伙紙、商場部份則於2013年6月17日竣工、外圍工程則於2013年7月2日竣工，於同年8月入伙。

## 歷史
啟德機場興建前，啟晴邨局部所在地原為沙地園鄉，為九龍十三鄉之一。1930年代，因興建啟德機場，該鄉部份土地被收去，並遷至現在彩虹道。1940年代，日軍為擴建機場，將該鄉餘下的房屋拆卸，再遷至現在斧山道。
及後，用地曾為啟德皇家空軍基地一部分，直至1978年撤出後基地一分為二。當中，此邨所在的西部用地，仍保留作皇家香港輔助空軍基地，直至1990年才改建為啟德機場停機坪，暫時應付新機場未落成前的空運需求。
於1998年7月，香港國際機場由人口稠密的九龍城區搬遷至大嶼山赤鱲角，香港政府在啟德機場舊址進行大型市區發展計劃——《啟德發展計劃》，並計劃在舊機場東部興建三個公屋屋邨，當中啟晴邨所在地盤部份單位原訂於2006年竣工，用於安置牛頭角下邨居民，但因大多數居民不願遷入及「孫九招」而作罷，其中C區項目最後更改為興建私人屋苑，另外邨內兩座小學千禧校舍的建校計劃亦遭腰斬。延至2006年，規劃署才落實發展大綱，計劃在啟德發展區興建兩條公共屋邨；然而，由於後千禧校舍標準已經全面取代後期型千禧校舍，而房委會不希望再承擔建校工作，因此建校用地遭到剔出屋邨範圍。2008年，房屋署為了回應當時反對屏風樓的訴求，擴闊樓宇距離以加強通風及綠化，結果將已經打落的約3成樁柱起出，並且重建地基，耗資4億港元，而總樓面下降至57萬平方呎，樓高縮減至35至40層。2012年，兩條公共屋邨以「啟德」和「晴朗」為題，分別獲得命名為啟晴邨和德朗邨。
2012年6月30日，中國共產黨中央委員會總書記暨中華人民共和國主席胡錦濤到訪香港期間，由時任行政長官曾蔭權和運輸及房屋局局長鄭汝樺陪同視察了啟德發展區及興建中的啟晴邨。項目團隊對胡錦濤表示約於2013年4月至5月可以安排入伙，胡錦濤回應時讚賞工人辛勤，希望他們確保房屋按時落成；胡錦濤隨後到訪邨內兩座樓宇的「清水房」單位視察，不過有關清水房有別於入伙時的實況，單位內亦額外安裝了空氣調節。有房委會委員批評，公共屋邨從無示範單位，而居民入伙時，單位亦不提供任何家具或者電器，認為此舉誤導胡錦濤。
2013年1月初，房屋署進行預派程序，原定安排於同年4至5月起入伙，但工程延誤。至接近原定上樓日期時，多名準住戶向房屋署查詢竟獲悉「入伙無期」。同年7月經多間報章、電台、電視廣泛報導而得社會關注後，承辦商連夜趕工，最終居民才於8月獲安排入伙，足足比原定入伙日期遲了4個月。

## 屋邨資料
啟晴邨提供5,204個單位，約3,000單位分配予首次獲配公屋者（包括公務員配額），其餘來自九龍東及九龍西，符合擠迫戶計劃或者空間改善計劃的公共屋調遷戶。

### 樓宇
| 樓宇名稱（座號） | 門牌號碼   | 樓宇類型                  | 落成年份 | 樓宇層數 | 每層伙數                 | 單位數目（伙） | 建築師                               | 承建商   | 提供升降機的廠商 |
| ---------------- | ---------- | ------------------------- | -------- | -------- | ------------------------ | -------------- | ------------------------------------ | -------- | ---------------- |
| 康晴樓（第1座）  | 沐虹街12號 | 非標準設計大廈 （Y型）    | 2013年   | 39       | 24（2-39樓）             | 912            | 房屋署總建築師（2）、 總建築師嚴汝洲 | 中國建築 | 三菱             |
| 樂晴樓（第2座）  | 沐虹街12號 | 非標準設計大廈 （Y型）    | 2013年   | 40       | 24（3-40樓） 16（1-2樓） | 944            | 房屋署總建築師（2）、 總建築師嚴汝洲 | 中國建築 | 三菱             |
| 欣晴樓（第3座）  | 沐虹街12號 | 非標準設計大廈 （Y型）    | 2013年   | 40       | 20（3-40樓） 19（1-2樓） | 798            | 房屋署總建築師（2）、 總建築師嚴汝洲 | 中國建築 | 三菱             |
| 賞晴樓（第4座）  | 沐虹街12號 | 非標準設計大廈 （十字型） | 2013年   | 40       | 24                       | 936            | 房屋署總建築師（2）、 總建築師嚴汝洲 | 中國建築 | 三菱             |
| 滿晴樓（第5座）  | 沐虹街12號 | 非標準設計大廈 （十字型） | 2013年   | 40       | 24                       | 936            | 房屋署總建築師（2）、 總建築師嚴汝洲 | 中國建築 | 三菱             |
| 悅晴樓（第6座）  | 沐虹街12號 | 非標準設計大廈 （十字型） | 2013年   | 35       | 18                       | 630            | 房屋署總建築師（2）、 總建築師嚴汝洲 | 中國建築 | 三菱             |

### 建築
啟晴邨引入多項環境保護設計，包括利用電腦系統計算微氣候再應用在大廈設計上、將地盤挖下的海泥循環再用，製成海泥磚再舖設在公共地方等。
大廈內每層走廊均設有燈掣，讓住戶自行調校電燈的光暗程度。此外，每層大堂牆上均裝有反映啟德機場歷史的樓層指示牌，並且附有由吳邦謀提供的一幅啟德機場的舊照片，每層略有不同；而各層電梯大堂也畫上飛機定風翼形狀的梯型圖案，連防火門的指示牌也以飛機跑道作構圖設計，而邨內的兒童遊樂場的遊樂設施及樓梯亦以啟德機場為主題。
另外，啟晴邨為配備多項最新節約能源措施的先導公共租住屋邨，有關部門在屋邨其中一座大廈大規模地安裝發光二極管凸面照明器試驗，結果顯示與目前一般配備小型螢光燈管的凸面照明器相比，可以節省逾40%能源。而配備電力再生裝置的升降機系統，則可以收集再生電量供予公用設施使用，在啟晴邨的電力再生裝置所產生的再生電力一般可以高達升降機耗電量的20至30%。

## 相片集

### 興建階段

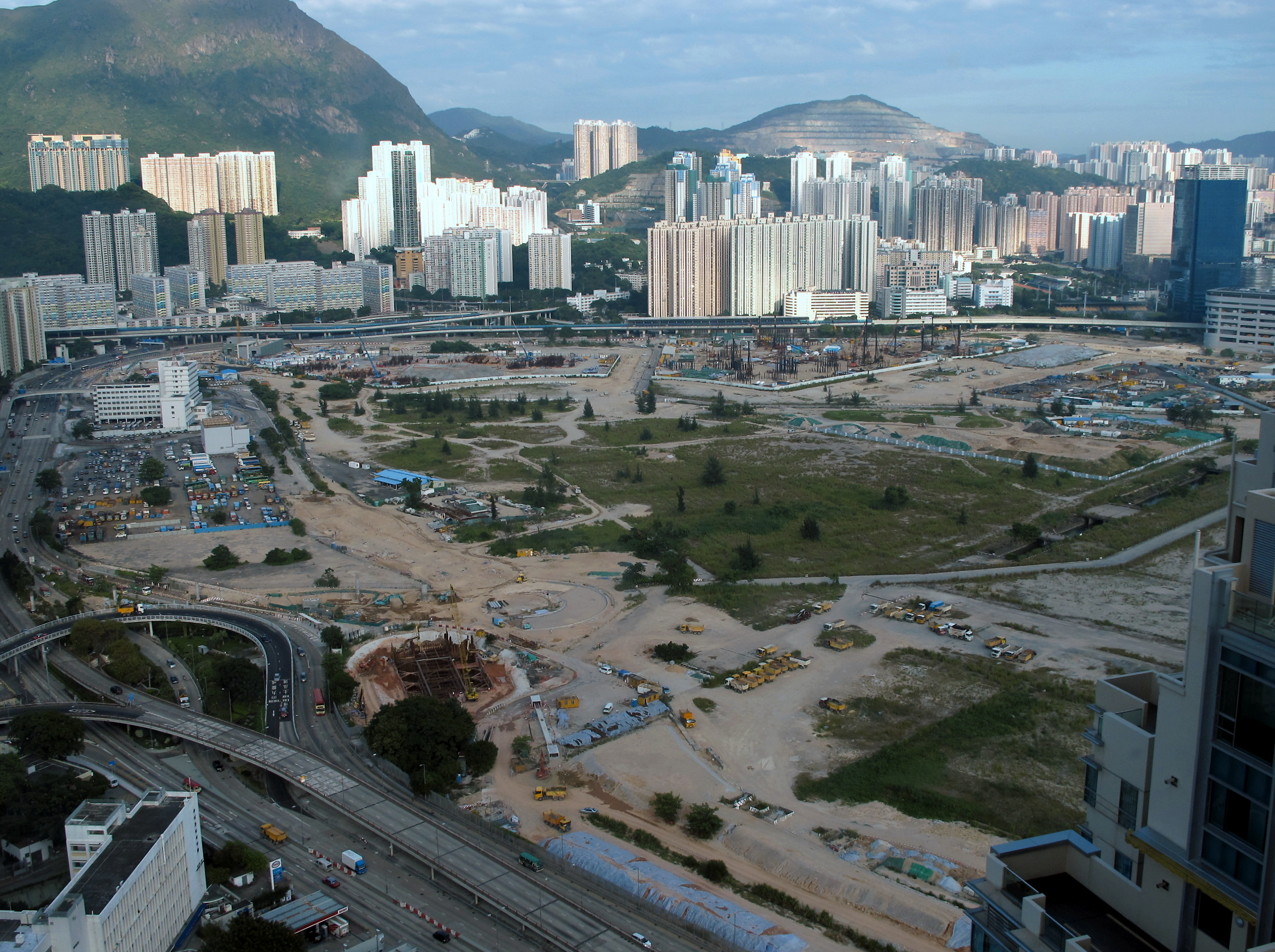
2010年10月
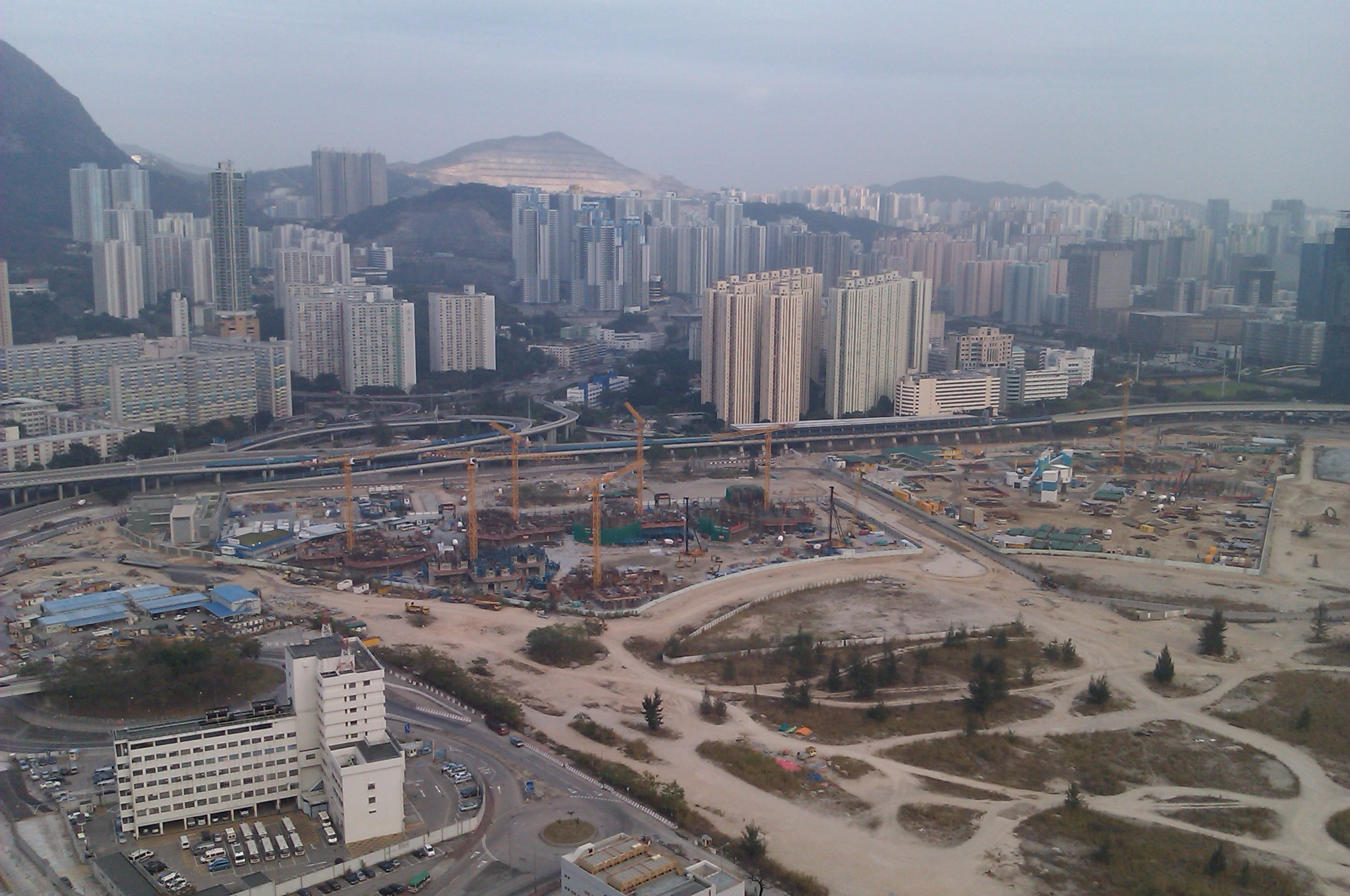
2011年2月
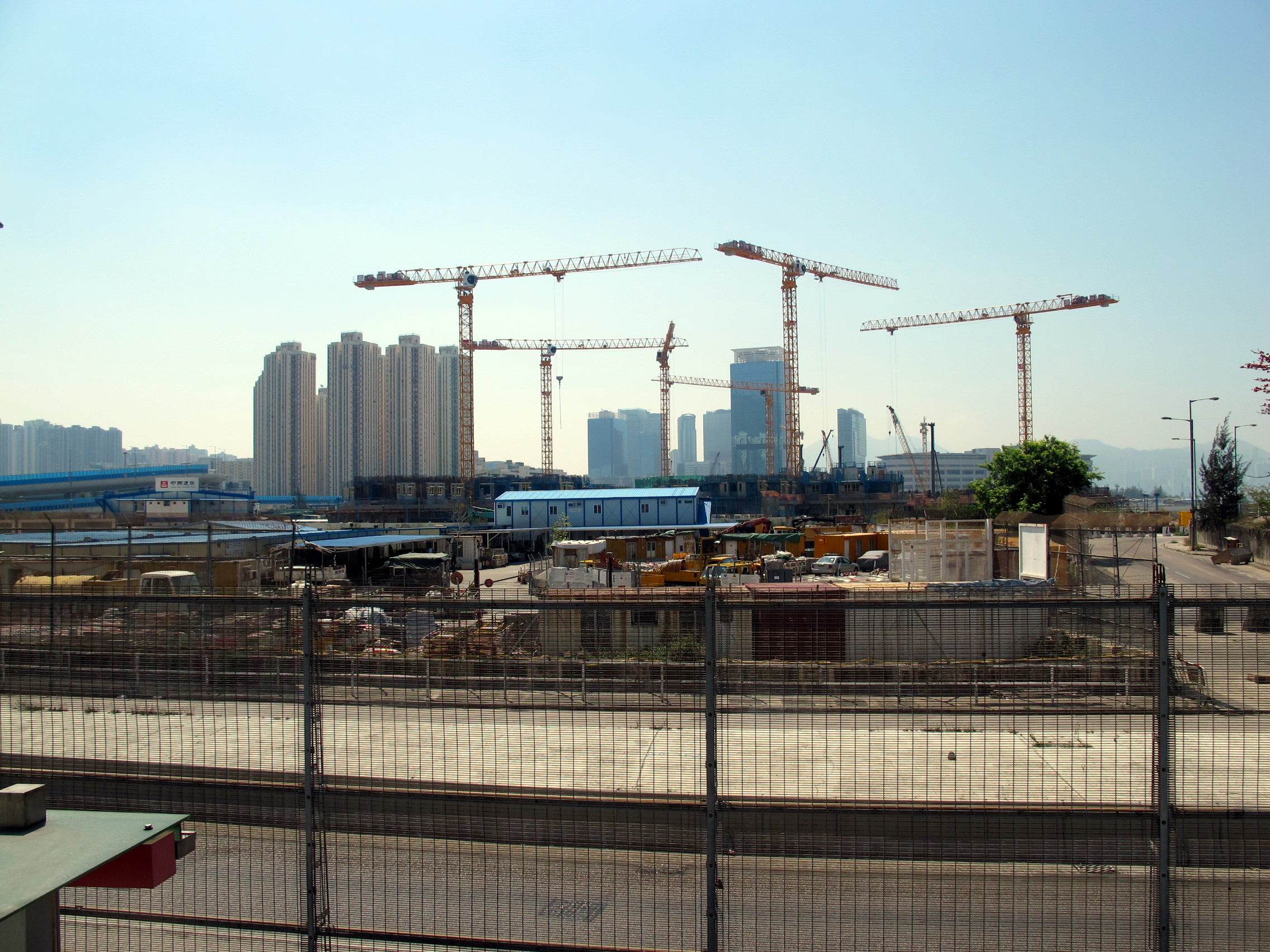
2011年4月
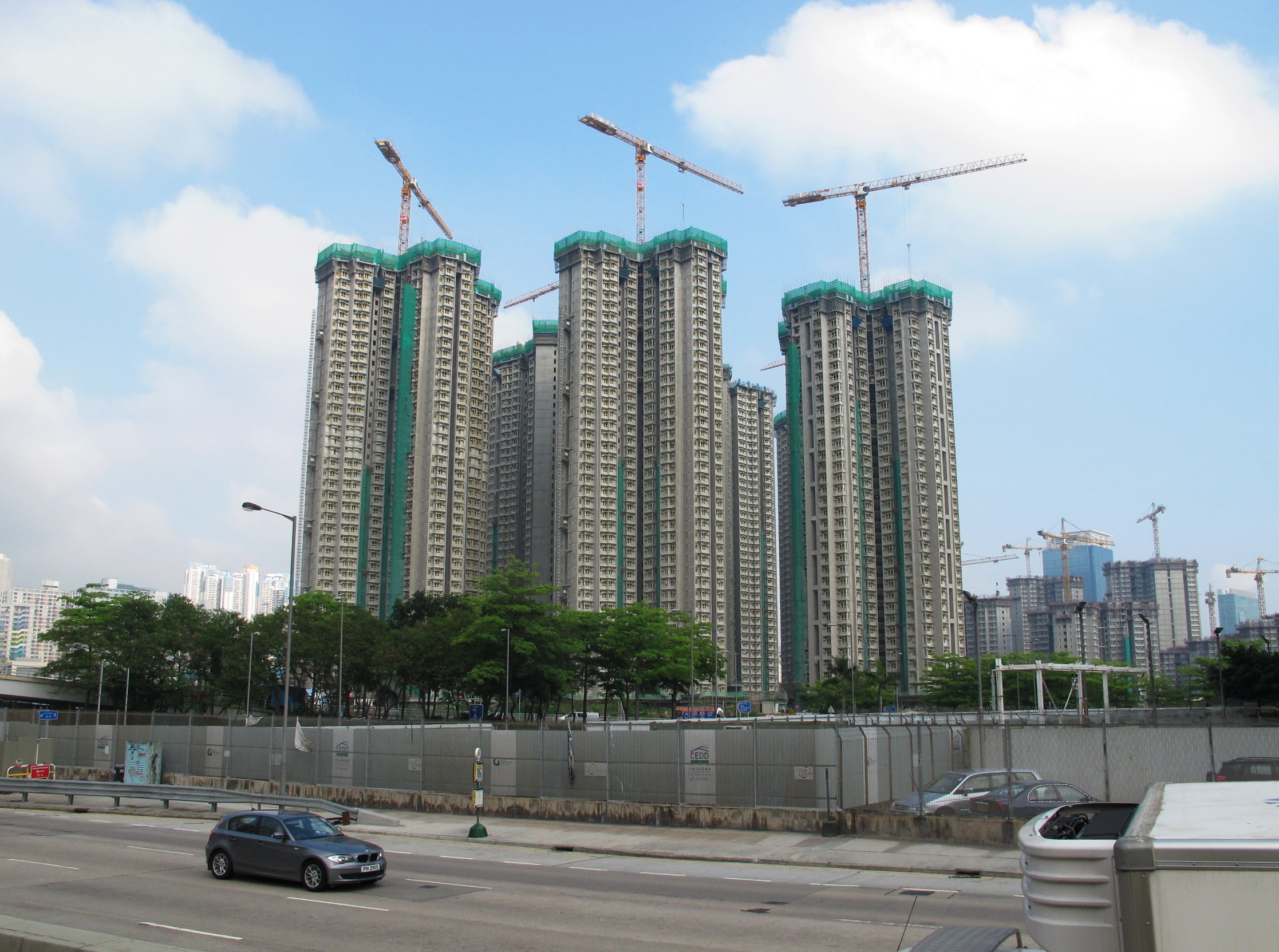
2012年5月
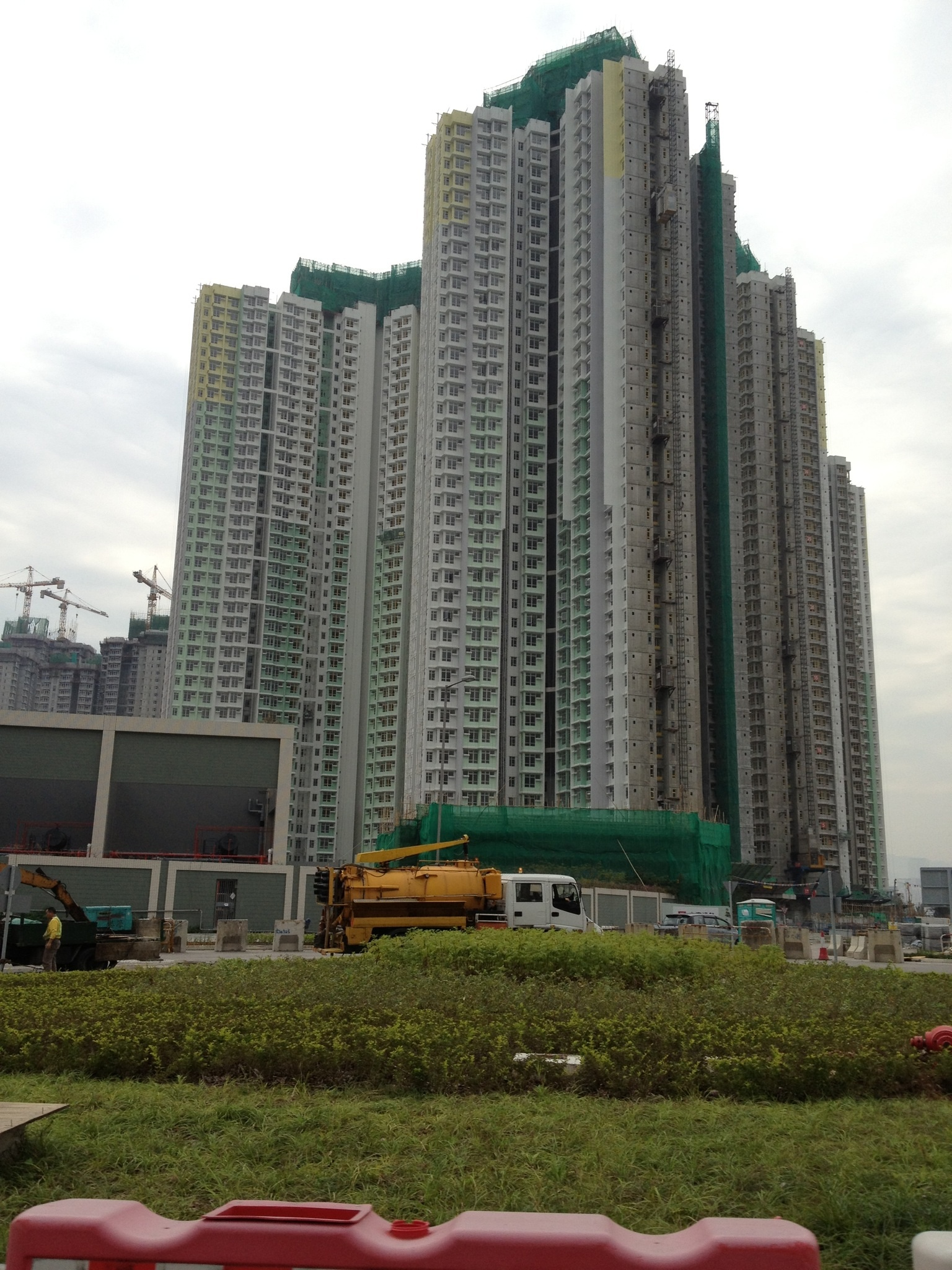
2012年7月
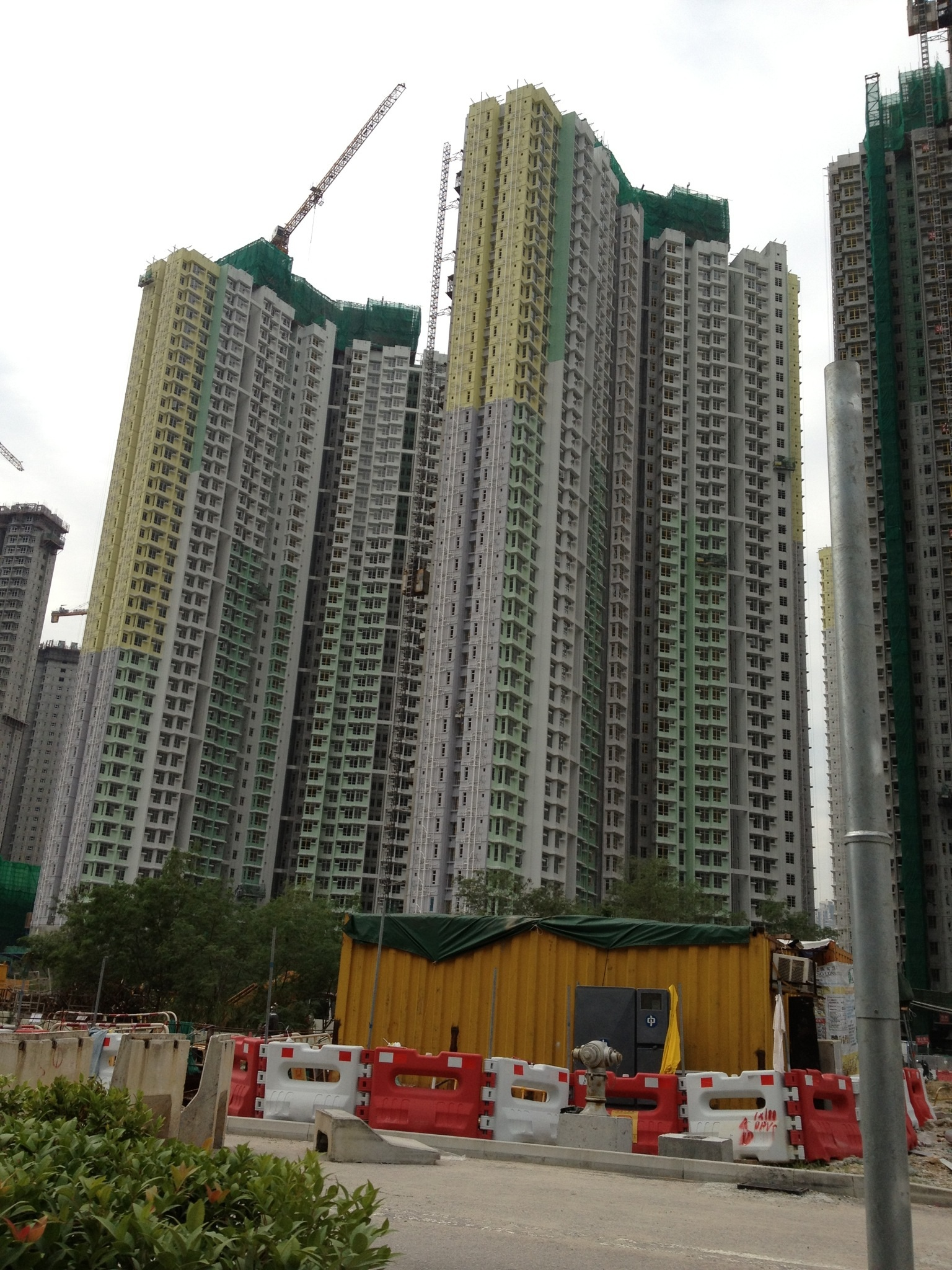
2012年12月
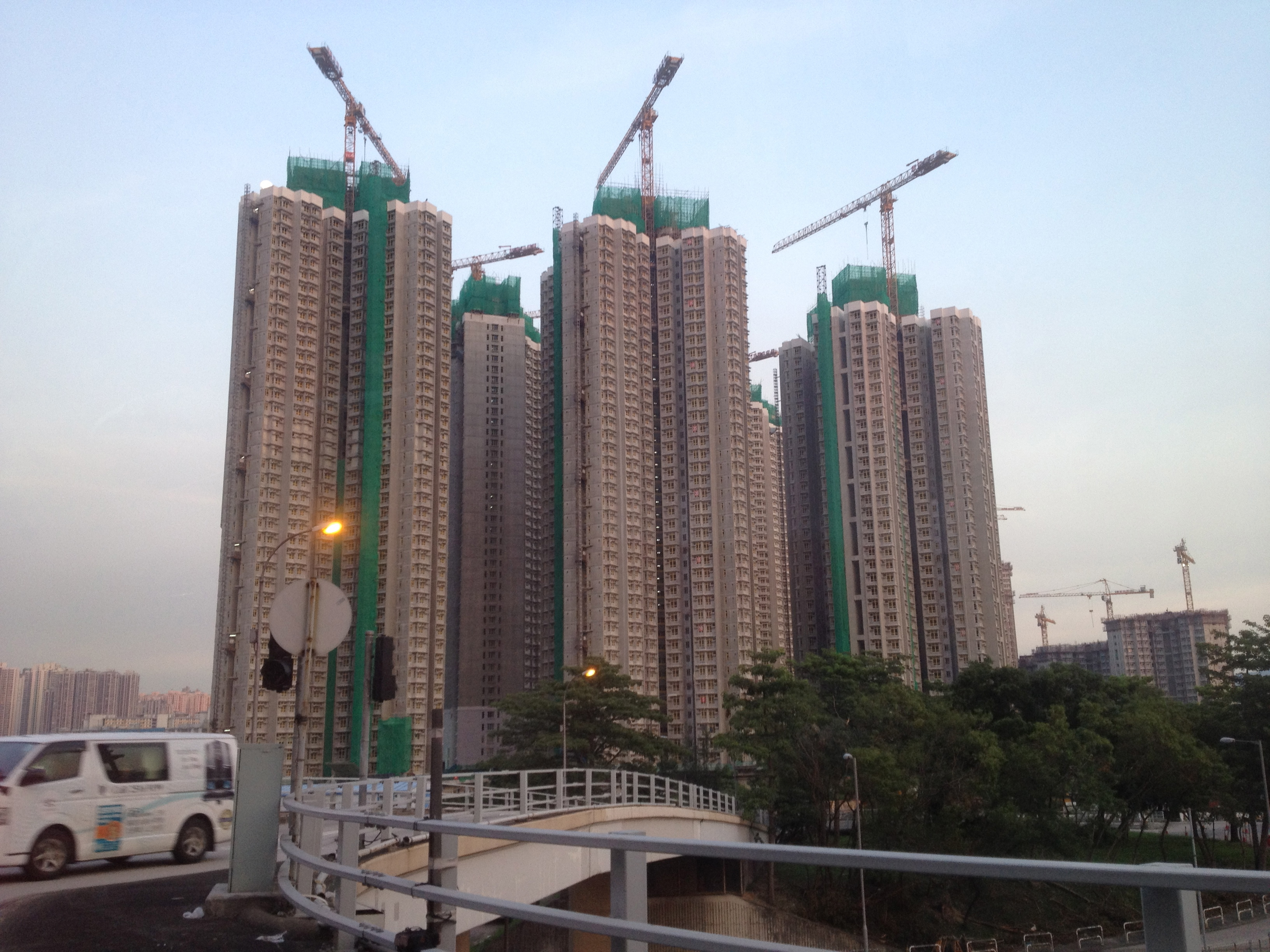
2012年12月
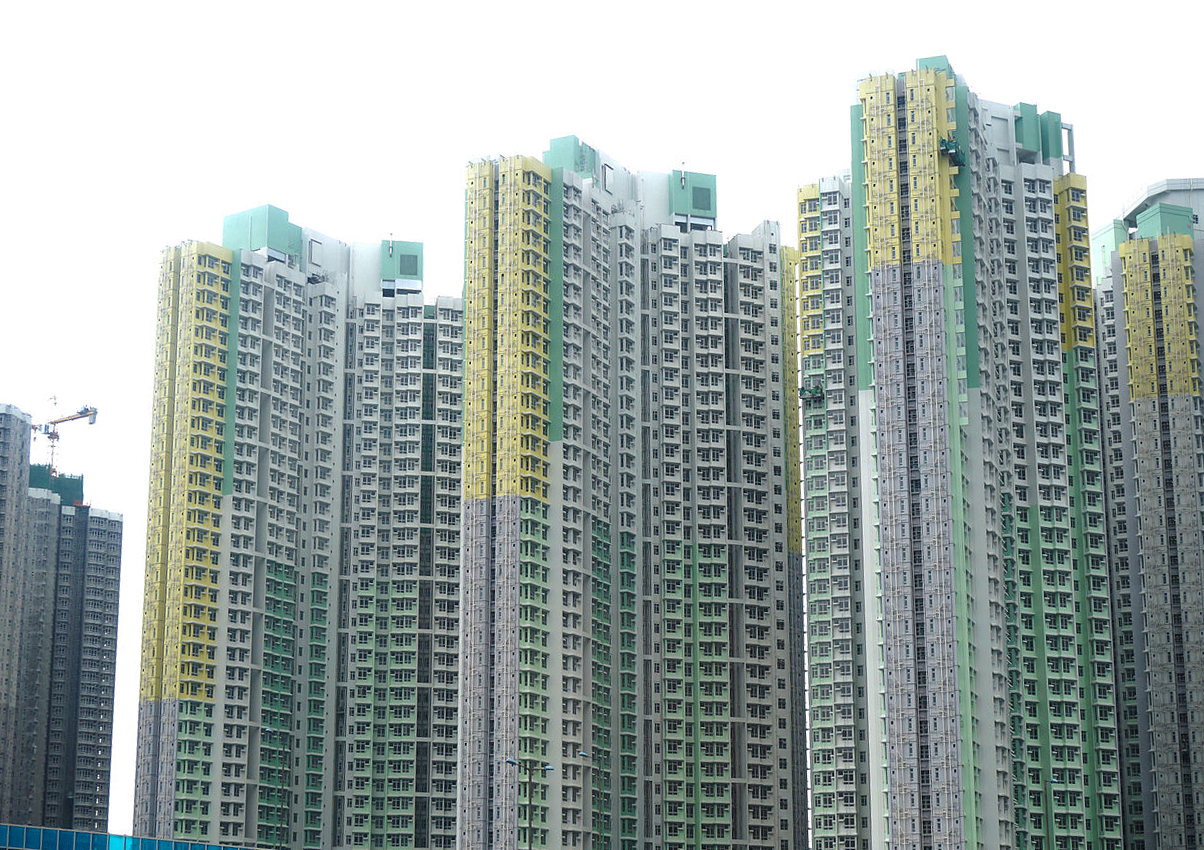
2013年8月
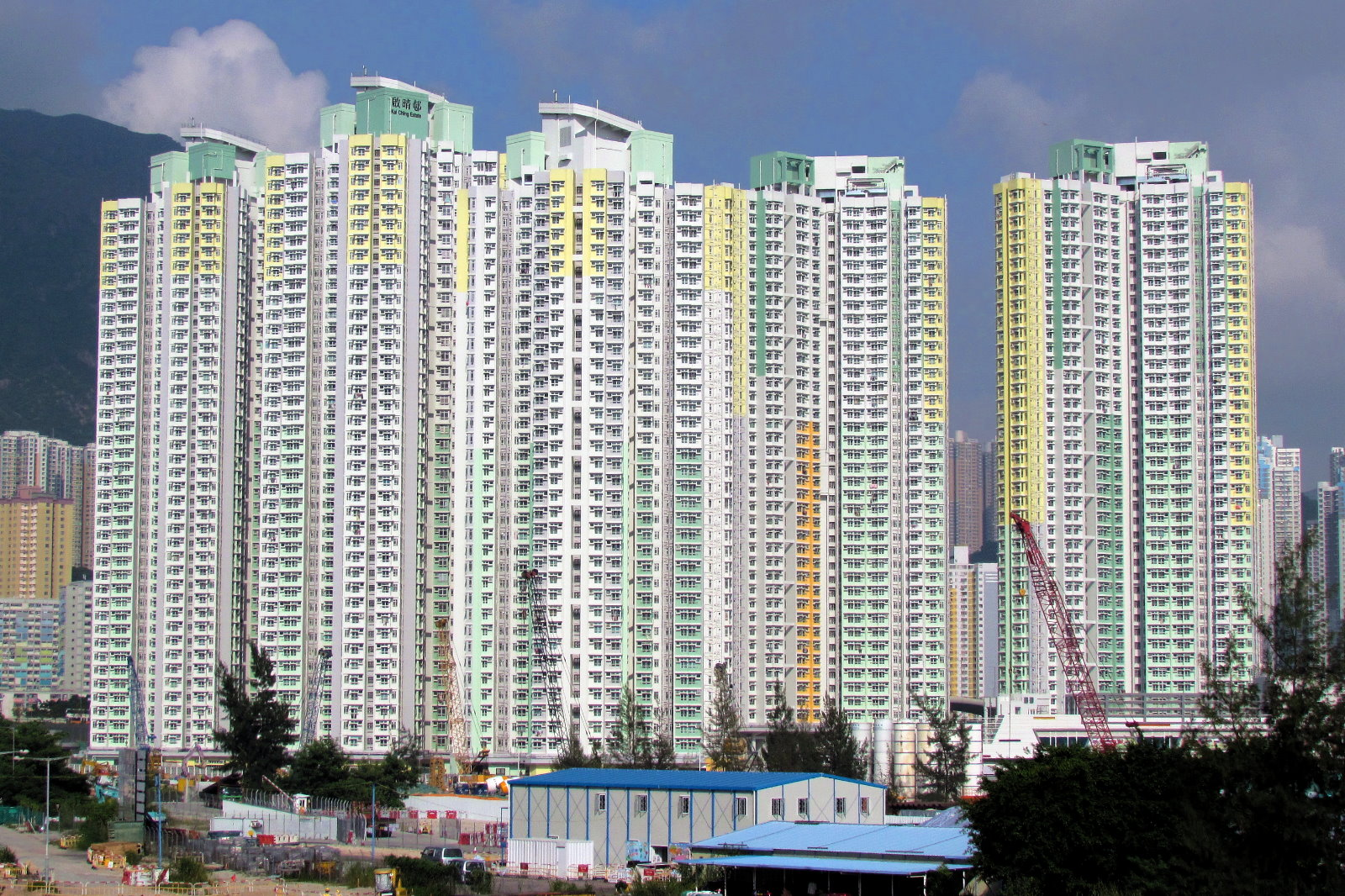
2013年11月

### 落成後

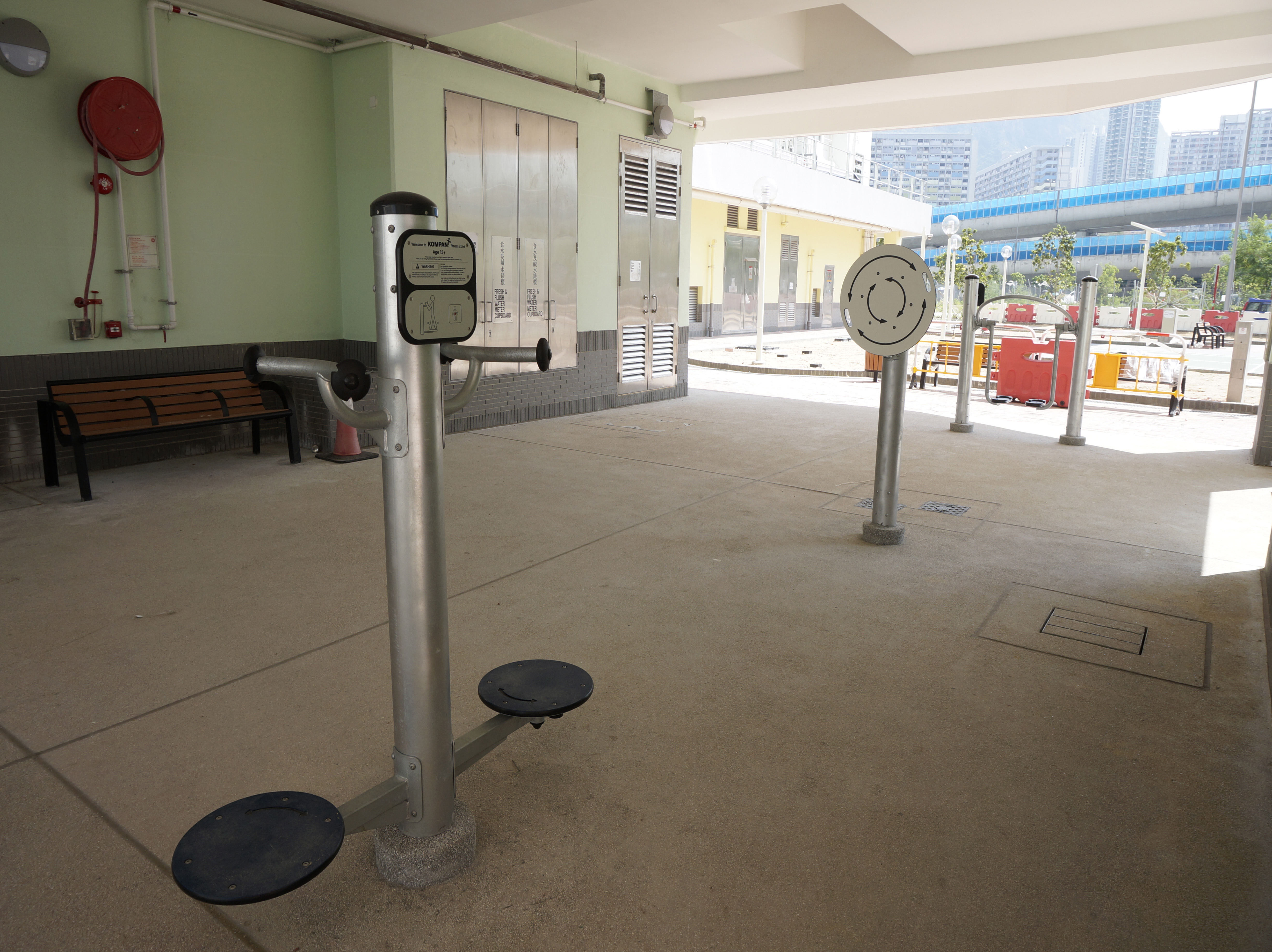
啟晴邨健身設施
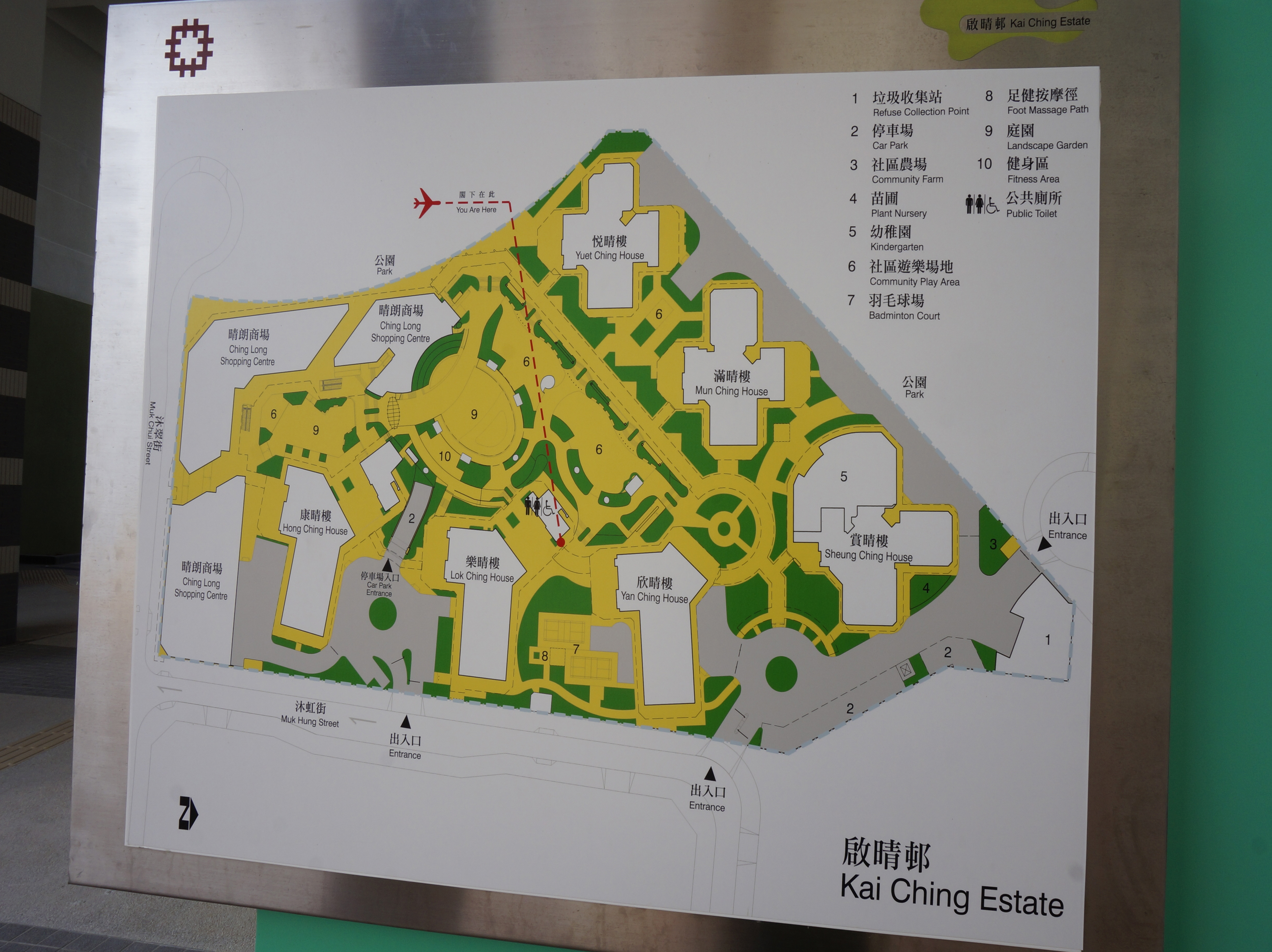
啟晴邨地圖
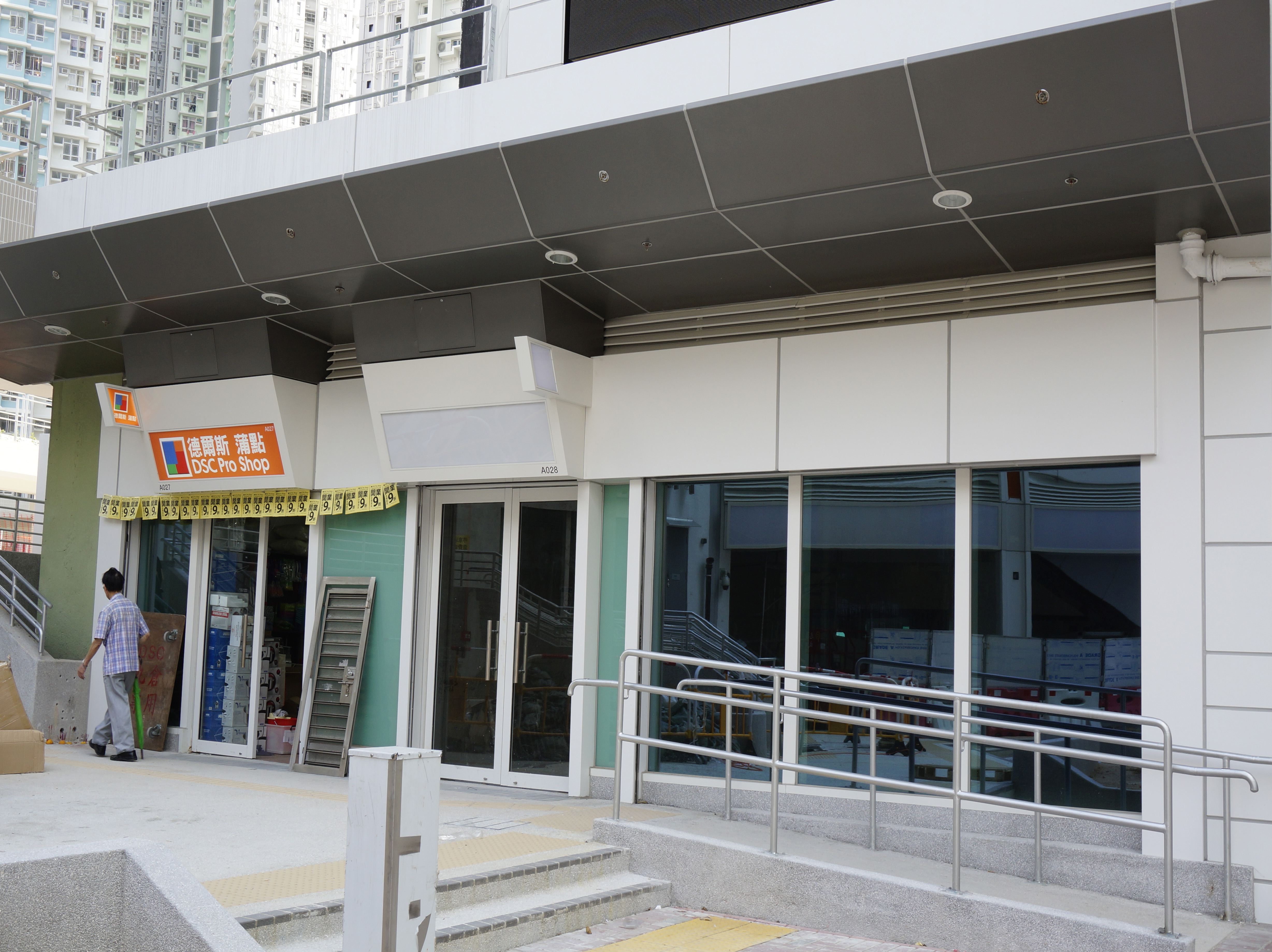
啟晴邨商場店舖
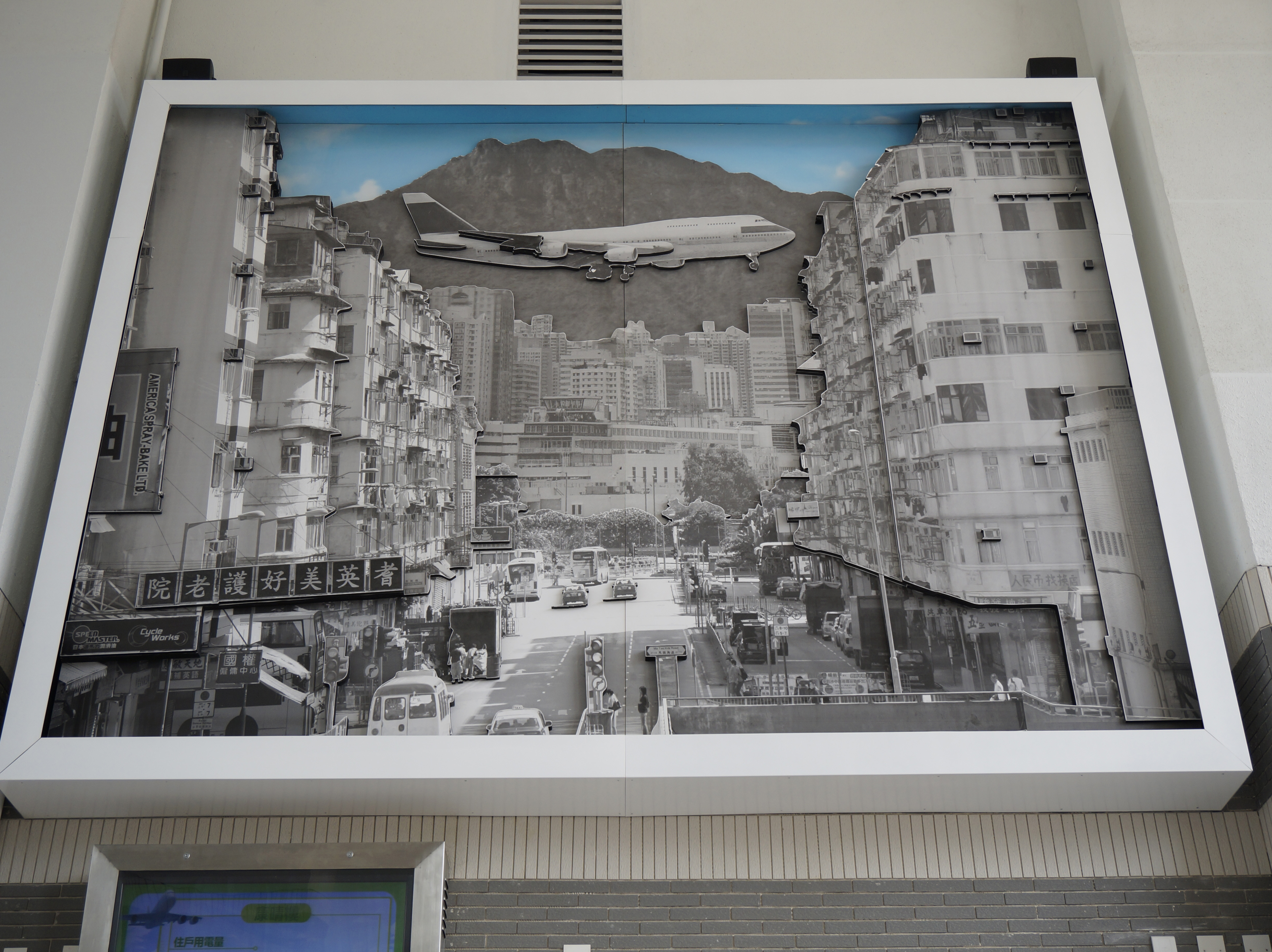
啟晴邨昔日藝術壁畫
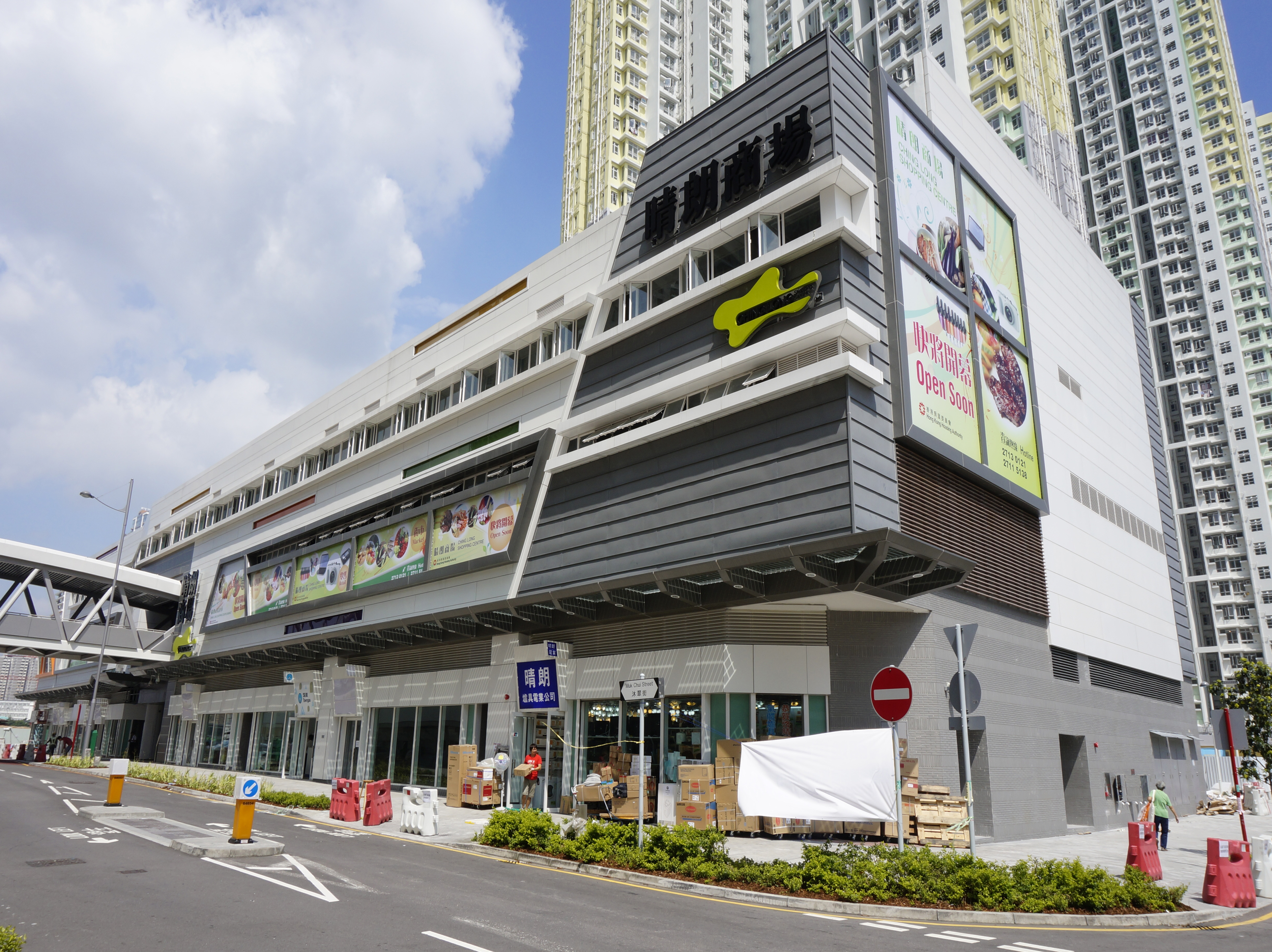
啟晴邨晴朗商場一期
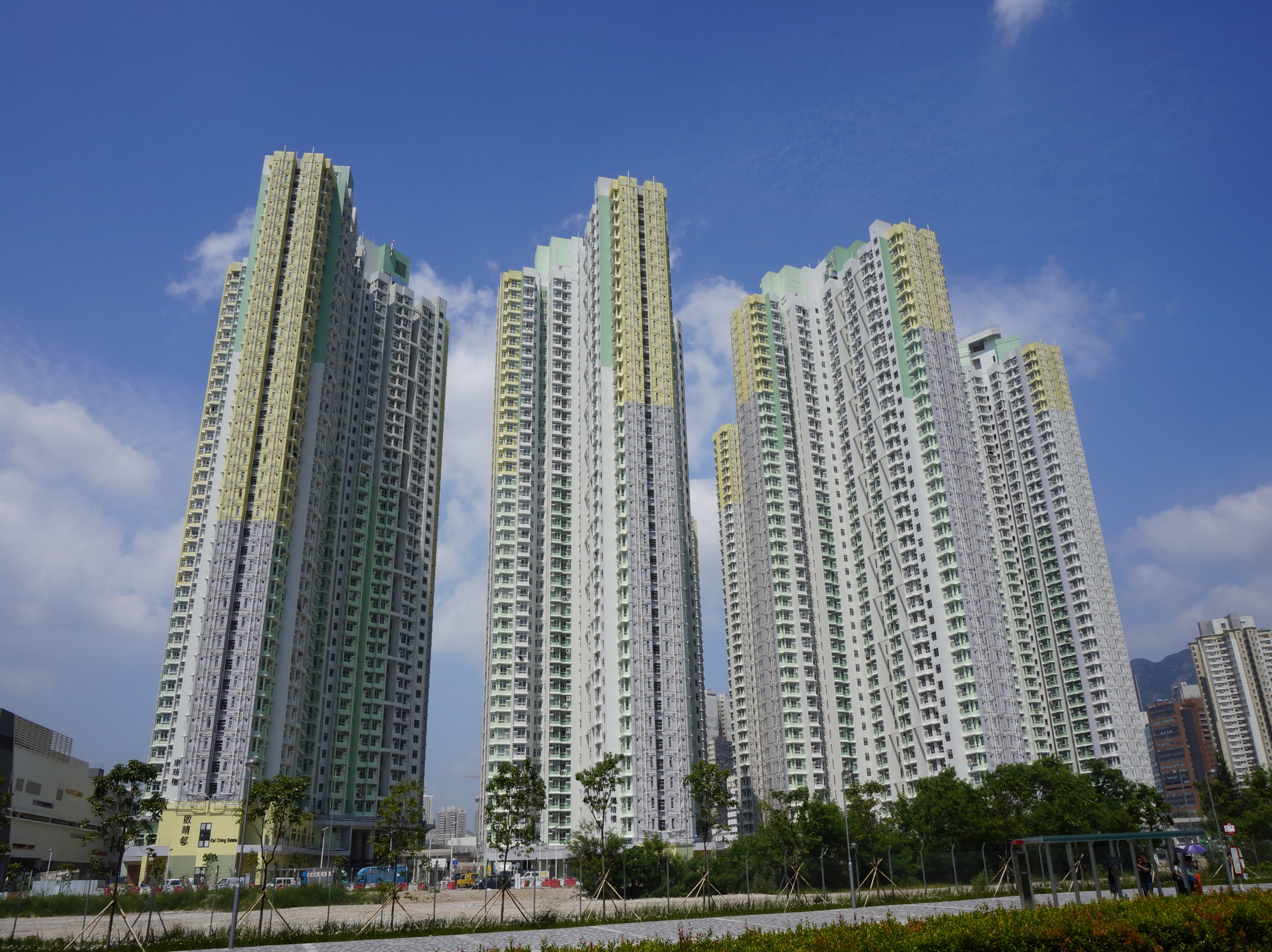
啟晴邨康晴樓、樂晴樓、欣晴樓及賞晴樓
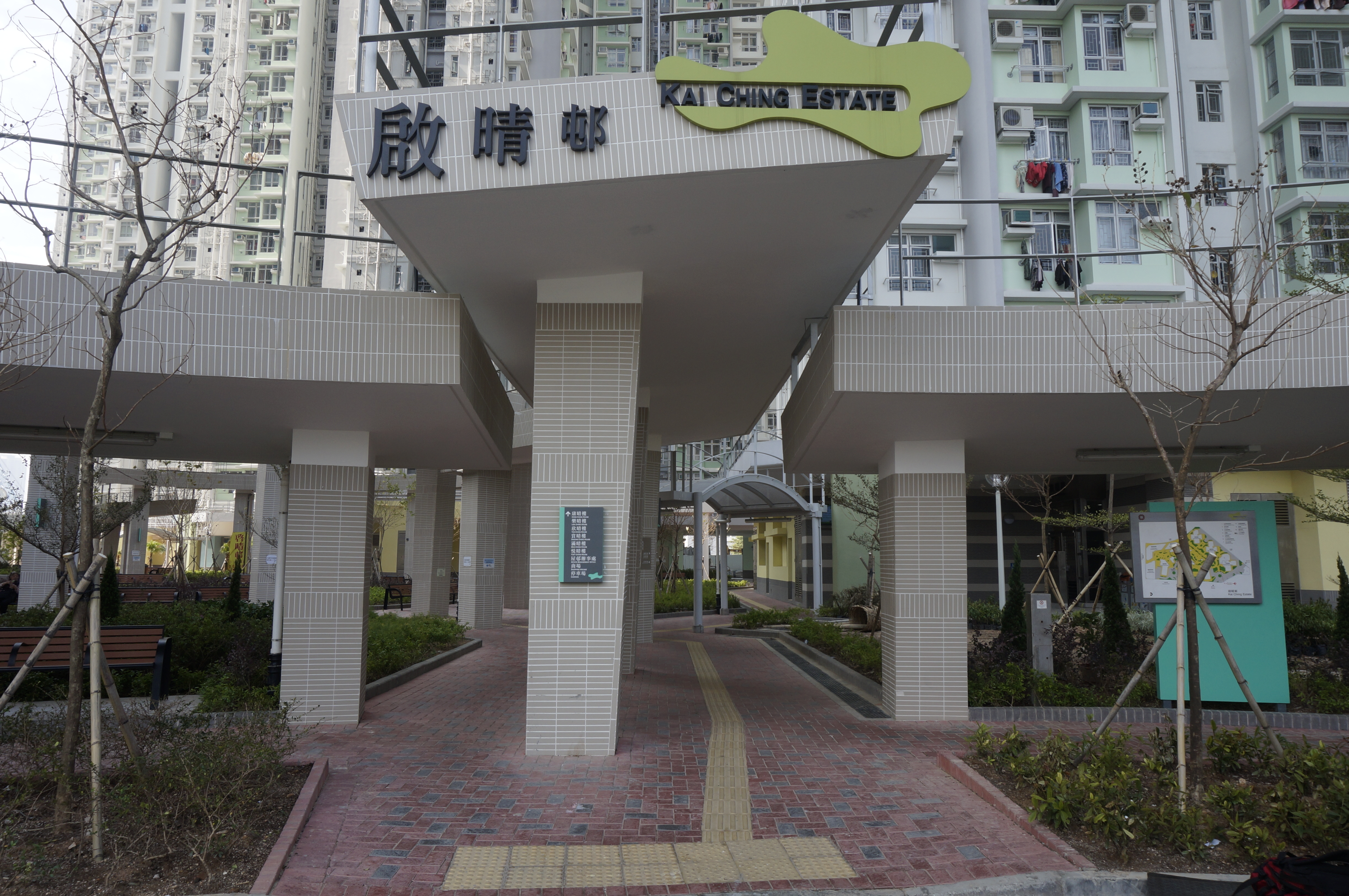
啟晴邨入口
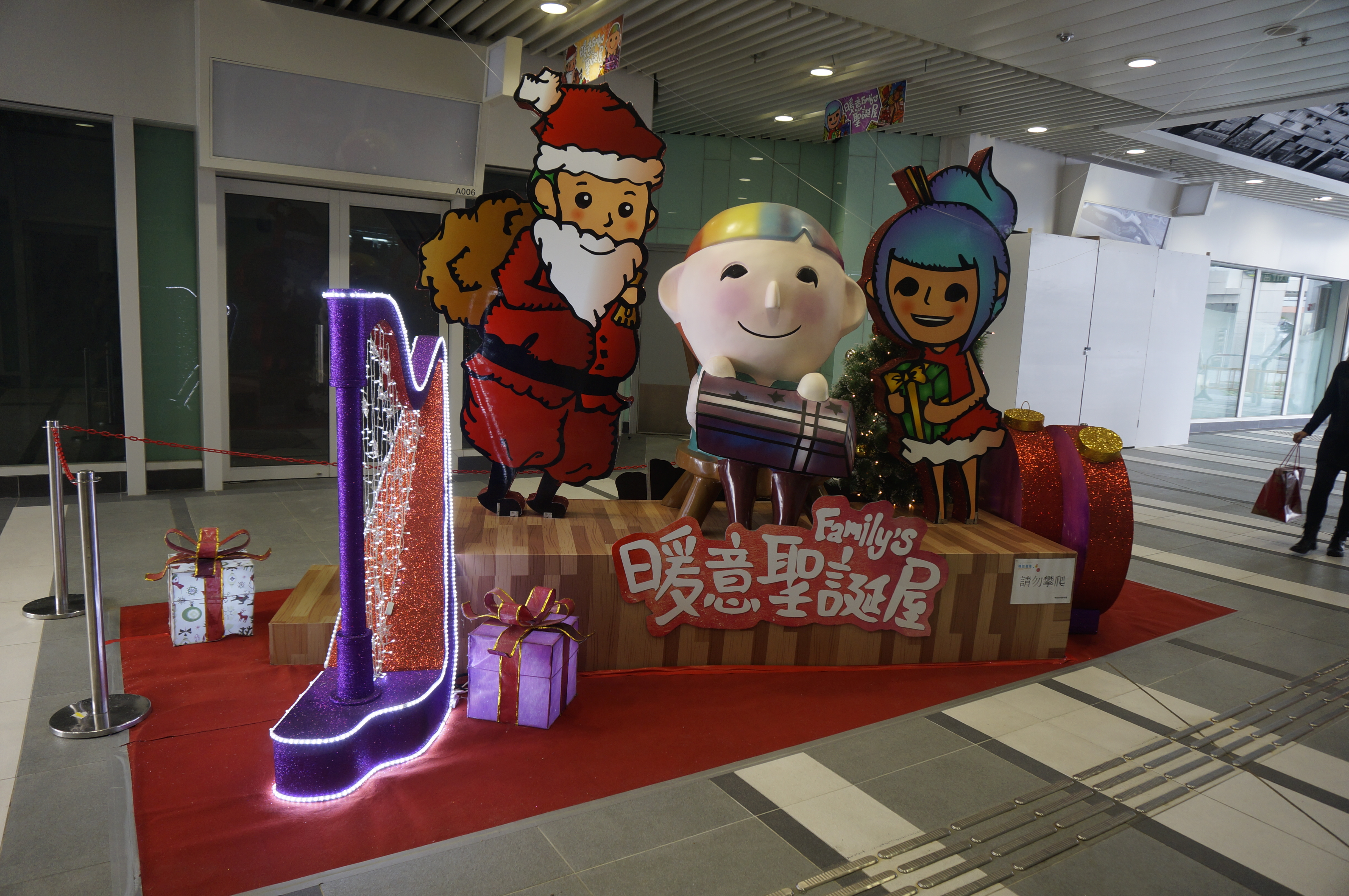
啟晴邨晴朗商場的聖誕佈置

## 設施
邨內提供的活動及休憩空間多元化，設兒童遊樂場、健身設備、草坪、籃球場、閒座區及羽毛球場。屋邨亦設置一個社區農場、乃參考了近年的私人屋苑所設的「社區農場」。同時亦罕有地設置公共廁所、方便在兒童遊樂場玩耍的使用者。而停車場則位於地庫。

### 商場
商場名為晴朗商場，位處沐翠街兩旁，設有乾濕貨街市，租戶包括酒樓、多間茶餐廳、和銀行，為啟晴邨和德朗邨居民提供商業服務。唯由於屋邨尚未入伙，商場亦要延遲開張，房委會早於2013年3月已開始為舖位招標，與最少14名商戶簽下租約，包括兩個月租逾50萬元的舖位連廣告燈箱。所有商戶在投標時都繳交了兩個月租金作按金，暫時交吉無期。因此3月中標的商戶至今亦未能裝修，估計需兩至三個月後才能交舖，租戶在收舖前毋須繳付租金。而商場店舖已於2013年9月初陸續開業。

### 學校

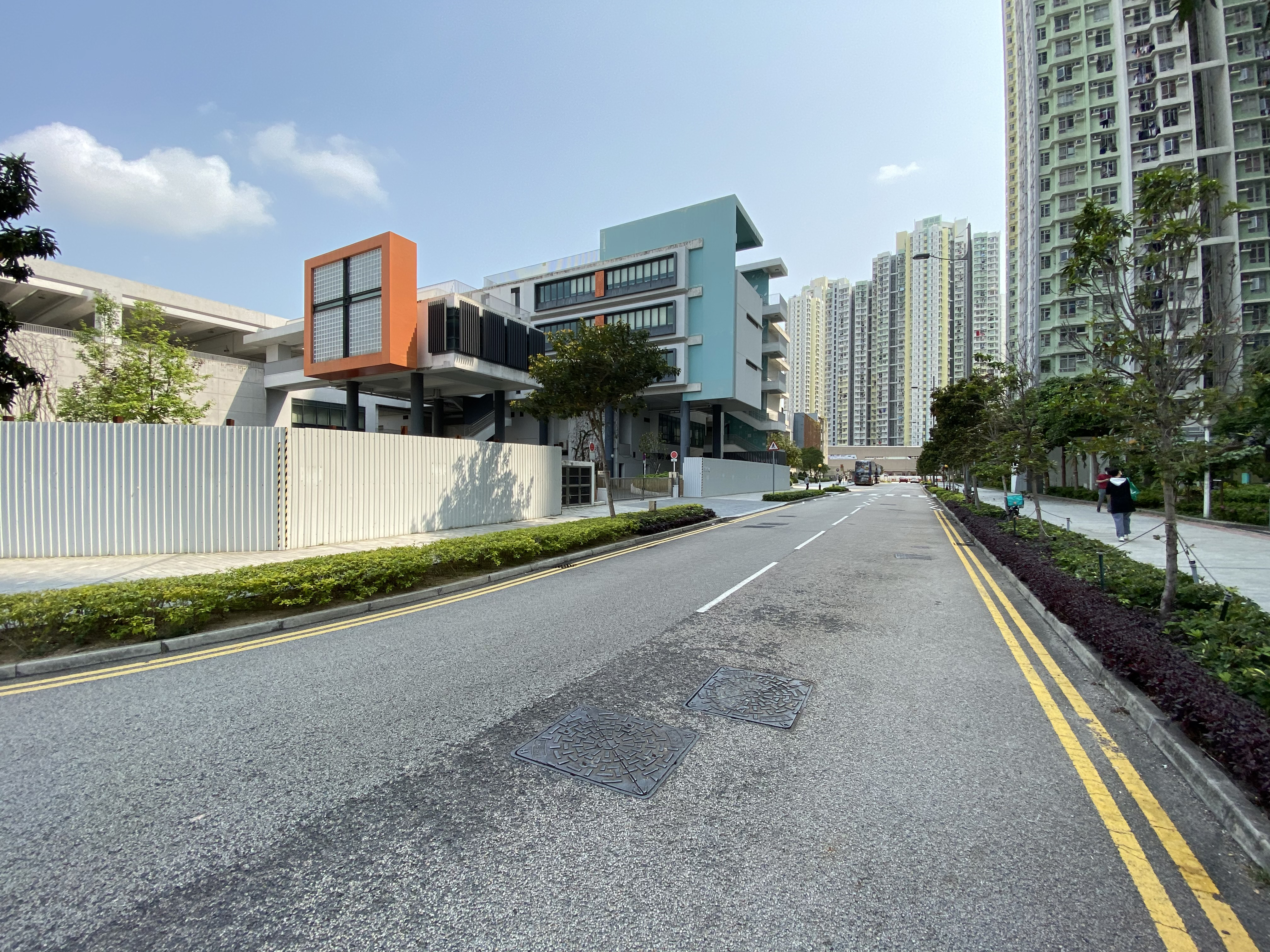
聖公會聖十架小學新校舍

屋邨範圍設有兩所幼稚園，而附近目前設有兩所小學及一所中學。
- 港青基信幼稚園（啟晴）（2015年創辦）（位於賞晴樓地下）
- 保良局何壽南小學
- 聖公會聖十架小學
- 文理書院（九龍）

## 附近建築
- 煥然壹居
- 德朗邨
- 啟朗苑
- 采頤花園
- 景泰苑
- 麗晶花園

## 所屬選區
雖然啟晴邨位於太子道東以南、宏光道以西，鄰近彩虹邨及采頤花園，但是按照區議會地區分界，其屬於九龍城區議會內的選區。
由2016年開始，啟晴邨、德朗邨德瑜樓、德珮樓、晴朗商場和擬建之新東九龍總區總部及行動基地暨牛頭角分區警署劃入G12 啟德北選區，現任區議員是香港經濟民生聯盟梁婉婷。而德朗邨其他住宅大樓、啟德站、宋皇臺站、土瓜灣站、工業貿易大樓、啟德郵輪碼頭、香港兒童醫院以及啟德發展區內其他範圍劃入G13 啟德南選區。G11 啟德選區改稱為宋皇臺選區。

## 著名居民
- 陳庭欣：香港藝人[26]
- 陳同佳：潘曉穎命案疑犯，引發陳同佳送台案爭議[27]
- 李德仁：啟晴邨槍擊案主謀，長女為藝人李悅彤[28]

## 相關事件

### 工程質素及安全衛生問題

#### 單位質素參差
部分居民委託民協為啟晴邨約100個單位進行檢驗，發現單位質素參差，例如有單位的窗花與牆間出現裂縫，廚房及廁所的水喉均出現滲漏情況等。此外，於入伙初期，多處仍然在趕工階段，公共設施尚未完成建造，以飛機場為設計概念的兒童遊樂場仍然以圍板封鎖，商場則正在裝修中，於同年9月月中才會有店舖開張。就此，房屋署發言人於同年8月月中回應指出，啟晴邨約2,500家租戶已經領取鑰匙，可以隨時入住。租戶要求維修的項目主要為門鉸太緊、水線鬆脫及座廁水箱輕微滲漏等，當中真正需要進行維修的比率僅0.34%，與其他新入伙屋邨無顯著分別。

#### 食水含鉛量超標

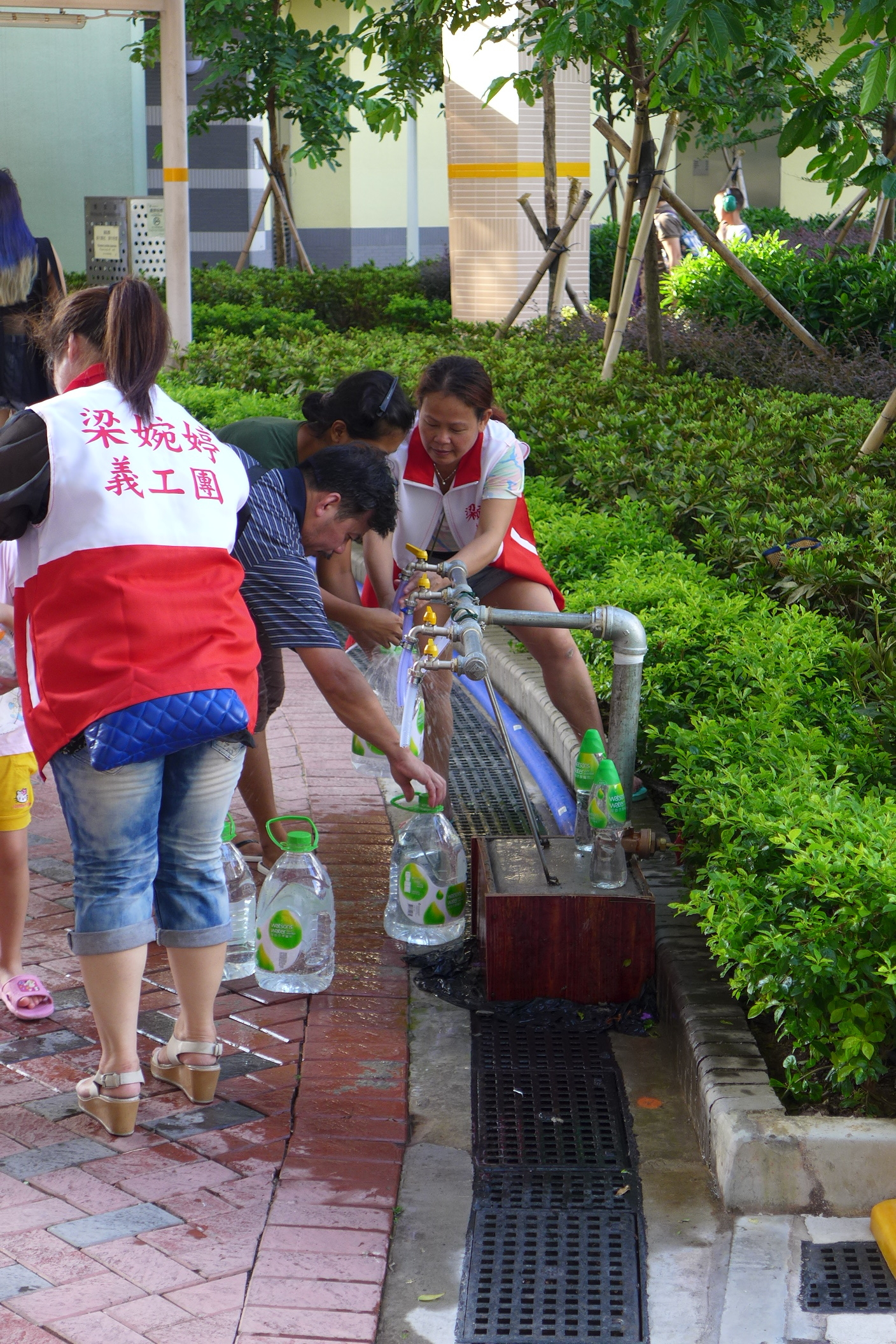
食水含鉛量超標事件發生後，不少啟晴邨居民到街外取水

民主黨於2015年4至6月委託化驗所對一批住宅樓宇食水樣本進行化驗，調查其重金屬含量，同年7月5日公佈化驗結果，發現啟晴邨四個樣本含鉛量，超出世界衛生組織每公升食水含鉛量低於10微克的標準；其中賞晴樓一個單位的食水，含鉛量更超標2.8倍。民主黨指出可能與水管接駁的配件、焊接物等含鉛有關。房屋署最初稱已抽查食水樣本，全部均合乎世衛的標準；但後來發現啟晴邨兩個水喉駁位使用含鉛的燒焊物，更換了有問題的水喉部件，但仍堅稱水質符合世衛標準。
7月10日傍晚運輸及房屋局常任秘書長應耀康證實由水務署在30個抽驗樣本其中四個含鉛量超標，其中一個驗出含鉛23微克，高出世衛標準一倍。其後聲稱水務署已向承辦商進行處分，並稱運輸及房屋局已聯同承辦商調查鉛的來源，又指承辦商的部件含有鉛違反與房屋署合約，責成承辦商提出方案糾正合有鉛的部件。當天會向受影響較大的家庭派發樽裝水，亦會先優先為這些住戶更換有問題水喉部件。有居民不滿當局安排，認為當局應該一次性更換所有食水喉。
7月10日晚上衛生防護中心、屋宇署、醫管局一些醫生於啟晴邨召開居民大會。
會中有不少居民情緒激動，擔心含鉛的食水影響健康，又批評房屋署監管不力。附近超級市場不少樽裝水更被居民搶購一空。7月11日中午，水務署派職員從啟晴邨兩個消防栓，接駁喉管讓居民取水。房署亦派人安裝臨時水管到啟晴邨各大廈地下，向居民派發樽裝水，衞生署和醫管局在聯合醫院安排較易受影響的邨民免費驗血。
7月13日，政府宣佈啟晴邨滿晴樓一名72歲的男子患上退伍軍人症，衛生署於他的單位及同座另外兩個出水位都找到退伍軍人症病菌，會調查與含鉛事件有沒有關連。

### 槍擊案
居民廖啟忠於2014年5月31日晚上在樂晴樓21樓公用走廊等待電梯時被槍殺。至6月1日上午，警務處刑事情報科跟蹤支援隊包圍樂晴樓1006室，參與拘捕涉及於日前（2014年5月31日）發生的槍擊案的疑犯。至早上11時許，疑犯突然開門及向人員射擊兩槍，人員則回擊一槍。其後，特別任務連趕赴現場，於早上11時45分左右，兩名人員從樓宇外遊繩而下，在同幢大廈11樓窗外高空戒備
，最終疑犯於特別任務連強攻進入單位後被發現不省人事，相信已經吞槍自殺，被救護人員送往醫院搶救後，證實死亡。於行動中，共檢獲兩支手槍及（未計算此前已經發射的字彈）8發子彈。

## 外部連結
- 房委會啟晴邨資料（页面存档备份，存于）